# 堀内賢雄
堀内 賢雄（ほりうち けんゆう、1957年〈昭和32年〉7月30日 - ）は、日本の男性声優、ナレーター。静岡県御殿場市出身。ケンユウオフィス代表取締役、talk back主催。

## 経歴

### 生い立ち
御殿場市立御殿場中学校を卒業後、日本大学三島高等学校にスポーツ特待生で入学するも、1年時に身体を壊して転校し、逗子開成高等学校（タレントの吉村明宏とは同窓生）を卒業。なお、日大三島高校時代は野球部に所属していたことから、『日本タレント名鑑』（2011年版）では特技の欄に野球とある。ポジションはピッチャー。中学時代はキャプテンも務めた。中学生の頃は静岡県で野球が一番うまかったと語るが、顧問からは「お前のだめなところは極めようとしないところだ」と言われていた。ある程度までうまくなると気が移ってしまうことから、その経験が今声優に繋ぎとめているのかもしれないという。

### キャリア
学生の頃は役者になろうと思っていなかったという。小学生時代に朗読を褒められたことから高校卒業後にはDJになることを目指し、19歳の時に東京アナウンスアカデミーの1週間の基礎科集中講座を受講。そのままDJコースに進むか考えるが、DJという職業は教わってなるものではないと考え、ディスコやクラブで飛び込みのDJや司会の仕事をするようになる。目標にしていたDJは、小林克也や糸居五郎。
次第にテレビ番組のナレーションやレポーターなどの仕事もするようになり、知り合ったテレビ局プロデューサーに「役者になった方が面白いかもしれない」、「声優になれ」と言われる。当初は断っていたが、次第に興味を惹かれるようになり、たてかべ和也のオフィス央を紹介され、所属。たまたま受けたオーディションに合格し、特撮番組『アンドロメロス』のアンドロウルフ役（1983年）でデビューした。
声優業を開始した当初については、素人同然で声優になったため、無我夢中で演じても全く上手くいかず、毎回居残り練習の連続だったと言い、「地獄だった」と当時を振り返る。そこで山之内雅人に師事し、仕事をしながら演技を学んだ。また当時はあまりの下手さに多数の監督たちから指導されたが、「今の堀内を造ったのは自分だ」と思ってくれている人が10人以上いるとのこと。
1984年3月に、オフィス央と合併したぷろだくしょんバオバブに移籍。
古田信幸から「勉強会のつもりでやってみないか」と声を掛けられ、2001年からワークショップ「talk back」を主宰。バオバブとの契約は20年となっており、契約切れになったらフリーになろうと思っていたが、ワークショップで出会った人たちをどうにかできないかと考え、独立して2002年5月にケンユウオフィスを設立し、その代表取締役に就任した。

### 現在まで
2012年、第6回声優アワード「富山敬賞」を受賞。

## 人物・特色

### 活動内容
声種はハイバス。
自身の声の特徴について、日曜洋画劇場『ホステージ』のアフレコ時のコメントでは、「軽やかな優しい」声と評している。役柄としては、甘い声を生かした正統派の二枚目役から三枚目役を多く演じる。
二枚目と三枚目の役柄が合っているというような区切りはつけたくないという。その作品にスッと入っていけて楽しく演じたら良く、どんな役が来ても与えられたら一生懸命演じるなど、自分の中でいつもニュートラムな部分は絶対に残しておきたいという。ただし、三枚目役を演じると周囲が笑ってくれるのが嬉しいという。
外国映画や海外ドラマなどでの吹き替えを中心としており、主な担当俳優は専属（フィックス）のブラッド・ピット（本人公認）をはじめ、チャーリー・シーンやベン・スティラー、ベン・アフレック、アイアン・ジーリング、レオン・カーフェイ、ブレンダン・フレイザー、クライヴ・オーウェン、ジョン・ステイモスなどが挙げられる。過去にはチャウ・シンチーやクリスチャン・スレーター、アンディ・ラウ、エリック・ストルツなども担当していた。宮本充、平田広明、森川智之と並んでブラッド・ピットとトム・クルーズ、キアヌ・リーブスとジョニー・デップ両者の吹き替えを経験している数少ない人物である。
またアニメやドラマCD、ゲーム、ナレーションでも幅広く活躍。

### ブラッド・ピットとの関わり
ブラッド・ピットの吹き替えは『スリーパーズ』で初担当。その後、民放各局のテレビ放送版で起用されることが多くなり、2003年に放送された『タモリのグッジョブ!胸張ってこの仕事・声優特集』や2006年に放送された『トリビアの泉 〜素晴らしきムダ知識〜』では「ブラッド・ピットの日本語版の声優」として紹介される。
また、テレビ局独自の吹き替え制作がほとんど無くなった2010年代にはソフト版、オンデマンド配信版を含め専属（フィックス）で担当するようになり、『ワールド・ウォーZ』公開時には「ブラピといえばこの人」と評されるほどに定着した。『焼きたて!!ジャぱん』、『ゴールデンカムイ』などのアニメや『Mr.&Mrs. スパイ』といった映画でブラッドをパロディにしたキャラクターにも堀内が起用されることが多くなったほか、「ブラピ声優」としてトーク番組にも出演している。後述するように2022年にはブラッド本人と対面を果たした際に公認を受けたことから、現在では「ブラピが認めた唯一の声優」とも評されるようになった。
堀内はブラッドの吹き替えについて「他の俳優と異なり、作品に登場するキャラクターとしてではなく、その俳優のイメージに合わせ（寄せ）て演じている」とのことで、ブラッドを演じる中で一番楽しかった作品として『Mr.&Mrs. スミス』を挙げ、ブラッド本人については「芝居が好きで、ただの二枚目をやりたくないんだなと思いながら、芝居重視でやることが多いですね。顔がああいうイケメンで、日本でも人気が高いので、声の響きやちょっとした色気を乗せているというのはあります。ただ、この人は作品で主張して、やりたいものしかやらないんだろうなと感じます」と述べている。
長らくブラッド本人と堀内の間に面識は無かったが、吹き替えを担当するようになって25年の節目となる2022年8月23日に京都・TOHOシネマズ二条で開催された映画『ブレット・トレイン』ジャパンプレミアにサプライズゲストとしてブラッドと共に登壇した際に待望の初対面を果たし、ブラッドの方から堀内に歩み寄り「この人、誰だと思いますか？」と観客に向かって問いかける一幕もあり、堀内が「私はブラッド・ピットです」と返答すると会場は拍手喝采。同時にブラッド本人から「鏡を見ているようです」と言われ、堀内の声についても「（声が）セクシー」と褒められ、お墨付きを受けた。ブラッドも以前より自身の吹き替えを務めている堀内との対面を心待ちにしていたといい、歓迎を受けた堀内は「まだ夢を見ているような感じ。感激です。初めてお会いしたんですが、なんてフランクで柔らかい方なんだろうと。ますます好きになりました。僕は超幸運な男です」と喜びを表したと同時に「これからも（ブラッドの吹き替えを）頑張ります」と今後への意気込みを語った。
ブラッド公認の声優となった後のインタビューでは「ブラッド・ピットの演技の幅と深みが、彼の中で成長している感覚がある。キャリア初期は2枚目路線から、そこから演技派としてクセのある役に挑戦していく姿を見て、私も吹き替え声優として役を与えられるハードルが高くなるなと感じました」と約25年吹き替えを担当してきた人間として彼を分析しつつ、「ブラッドが何か月もかけて演じた役に、どれほど近づけられるかが（自身の）声優としての技量」であると述べた。
ブラッドに自分の声が違和感なくハマった瞬間には「運命」を感じたとも語り「初めてブラッド・ピットの声を私に任せてくれた、プロデューサーやディレクターとの出会いも運命的ですよね。役を与えてくださった時に、偶然私の声がハマった。当時自分が持っていたものと、ブラッドが演じたキャラクターが上手くマッチして、そこは技量よりも運命的な、惹きつけ合う何かがあったんだと思います」と周囲への感謝を述べると同時に「ブラッド・ピットの吹き替えといえば堀内賢雄」とファンの間では定着している一方で「もしかしたら、ブラッドの吹き替えが私以上にハマる声優が他に存在しているかもしれない。それでも、みなさんから『この声じゃなきゃダメだ』と言われれば、こんなに嬉しいことはありません」と抱負を明かしている。
印象的なブラッドの作品について聞かれた際には「狂気の部分を出せたら良いな」と思って演じた『12モンキーズ』『ファイト・クラブ』と、当時喉頭炎を患いながら、それを味にしようと苦悩しながら演じた『マリアンヌ』の3作品を挙げている。
2023年8月22日放送の『踊る!さんま御殿!!』では「国民的アニメ声優祭り」ということで、堀内も「ブラッド・ピットの吹き替え歴26年の声優」として初出演を果たした。同番組ではブラッドと対面した際に感激したエピソードを振り返ったほか、他のキャラクターを演じる時の悩みについて問われた際には「全員（自身が声を担当する他のキャラクター）がブラピになっちゃうんで」と話し、共演者を笑わせる一幕もあった。
2025年6月22日に行われた『F1/エフワン』ジャパンプレミアにも堀内は共演者の佐古真弓や森本慎太郎（SixTONES）と共に登壇を果たした。その際にはブラッド本人からのビデオメッセージが用意されており、堀内による同作の日本語吹き替え版を鑑賞しているブラッドの姿が映し出され「（まるで）僕は日本語が上手だね」「すばらしいよ、見事だ」と堀内の演技を賞賛。そして映像を見終わったブラッドから「賢雄と慎太郎に特に感謝を伝えたい。私の役の吹き替えは最高だった。3年かけて製作した作品を共有できて嬉しいよ」とVTRを通じて感謝のメッセージが送られた。また同VTR内では堀内と森本が用意した質問にブラッドが答えるなどの交流も行われた。同年6月25日にはピットの緊急来日が実現し、26日にグランドシネマサンシャイン池袋にて行われたピット登壇の舞台挨拶が実施され、堀内もサプライズゲストとして登壇したことで互いにお辞儀と握手を交わし、『ブレット・トレイン』のジャパンプレミア以来となる約3年ぶりの再会が実現した。堀内もピットの緊急来日には改めて驚いたといい、「先日のジャパンプレミアでブラッドさんにビデオメッセージをいただいて、『賢雄』と呼んでもらって感激していました。だからもう来日はないと思ってたんですよ。そしたら急遽来ると聞いて、登壇のチャンスをいただいて…関係各所の人たちが『ブラッド・ピットさんに会うのであれば』と、快く協力してくれました」と、土壇場でスケジュールを調整し登壇が実現したことを明かした。一方のピットは「日本に戻って来られて嬉しくてたまらないです。3年かかってこの映画を作り上げたんです。まず皆さんに聞きたい、私の日本語どうでした？」と、堀内が自身の声を吹き替えていることにかけて客席に語り掛けると、会場からは大きな拍手が起こり、これにピットも「賢雄さんのお陰です。賢雄さん、ありがとう」と笑顔を浮かべた。堀内は「たくさんブラッドさんの声を吹き替えているので、年中作品の中でお会いしてる感はあります。でもこうやって対面するのは今日で2回目ということで、夢のようです」と感慨深げに語った。堀内が自身の声を担当した日本語吹替版について、ピットは「もちろん観ましたが、何を言っているか全くわかりませんでした」と語り、観客の笑いを誘うと同時に「でも、気持ちや感情がすごく伝わってきました！」と述べ、これには堀内も「ありがとうございます。吹き替え版の監督にも気持ちが伝わるようにと言われていて、そこを意識して演じたので、伝わって良かったです！」と感激する様子を見せていた。
アニメ『鬼滅の刃 柱稽古編』で鎹鴉を演じた際には、これまでの堀内の実績も相まって「最後のカラスはブラピ」などとネット上で話題を集めた。

#### その他の担当俳優について
ブラッドと同じく、本人のイメージに寄せて演じている俳優の1人にベン・スティラーを挙げ、「コミカルな演技の中にとっても哀愁がある人だと思います。どんなにコミカルな役をやっていても、芝居的には真面目で、声を作ったりしてふざけない。あの人の目の奥にある寂しさを演じられるような、ナチュラルな芝居を意識しています」と話した。堀内と並んでスティラーの吹き替えを多く担当していた檀臣幸の没後は『ナイト ミュージアム』シリーズのラリー・デイリー役を引き継いでいる。
また、チャーリー・シーンに関しては「この人は、芝居なのか地なのかよく分からない。どちらかと言えば作品ありきで、あんまり彼の顔だからというニュアンスは付けないで、作品に従ったキャラクターとして演じています」と語り、『プラトーン』（テレビ東京版）の時のみ元の演技以上にナイーブさを加えたという。本作ではあまりに役に入り過ぎたことで、自身がベトナム戦争の真っ直中にいるような感覚に陥る瞬間があり、撃たれるシーンでは本当に痛みを感じたといい、自然と痛さにのたうち回るような声が出てくることもあったという。このことについて「その領域に行き着くまでは大変だし、僕としてもそう何度もある体験じゃないですけど、絶対にあり得ないことではないんですよ」と話し、「演じる役と一体化するその瞬間」があることに気づいたと述べた。
TVシリーズの『フルハウス』ではジェシー・コクラン役のジョン・ステイモスを長年に渡り演じた。本業がミュージシャンという役柄であるが、当時の堀内は台本を開く時に「歌がありませんように」といつも祈っていたほど歌が苦手であった。また現場には歌の先生とコーラスの方が居り「はい、違いますよ、この音ですよー」と毎回しごかれ、「Is you〜♪」などと歌うと、「賢雄さん、伊豆の温泉みたいに聞こえますよ」と茶化され、リラックスさせて貰った一方で少し傷ついたと当時の状況について苦笑していた。「克服しなければいけないことが目の前にある」と心掛け、レッスンを繰り返していくうちにどんどん上達していったという。

#### ポケットモンスターシリーズ
『ポケットモンスター』シリーズでは、石塚運昇の没後、『サン&ムーン』よりナレーションやオーキド博士、および石塚が同作品で担当していた持ち役の一部を引き継いでいる。劇場版では『ココ』より担当。また、石塚の生前にも『ピカチュウのなつまつり』をはじめとする機内上映作品や『ポケットモンスター サイドストーリー』におけるナレーション、『ポケットモンスター ベストウイッシュ』のアララギパパ役などで本シリーズに出演していた。

### 人間関係
元妻は松井菜桜子。日本テレビの番組で知り合ったフリーアナウンサーの夏坂ちひろ（本名：渡辺広子）と再婚し、現在は2児の父親でもある。長女とはCDに収録された歌のバックコーラスに参加したこともあり、「戦争を知らない子どもたち」などで、親子での共演を果たしている。高校以来の友人でもある小杉十郎太とともに、イベント『けんじゅうトークライブ』を不定期に開催している。そのイベント内容を収録したCD『けんじゅうトークライブ おれたちは悪くない』がインターコミュニケーションズから、2002年12月20日と2003年12月19日に発売されている。
ケンユウオフィス取締役を務めた声優たてかべ和也は、才能を見出した恩人であり盟友・親友。最初に所属したオフィス央から現在のケンユウオフィスまで堀内が声優として所属した全ての事務所に所属した先輩であり、堀内も「我が師匠」と呼ぶほどの人物。たてかべが死去した際には、ケンユウオフィスが葬儀主催となり堀内が葬儀委員長を務めた。また、葬儀の挨拶前には公式サイトで「あなたの教えを忘れずに最後まで涙を見せずに見送らせていただきます」と表明していたが、師匠であり長年の親友でもあったたてかべを失ったショックは大きく、涙声でたてかべの遺影に向けて「かべさーん、かべさーん」と叫び、「日本一の師匠でした」と感謝の言葉を述べた。「大好きな写真」と言ってマネージャーに見せた写真は、2人が並んで笑顔を見せている写真だった。
後輩の高木渉は、堀内について「自分がデビューした頃からずっと可愛がってくれた、尊敬する大先輩」だと語っている。堀内が高木と『機動新世紀ガンダムX』で共演していた時、高木は「この作品は間違いなく面白くなるぞ」と感じていた。いつも堀内からは「頑張れよ、渉！」という想いを背中から感じており、高木はまさに「何も考えずに走れ！」と言葉を貰ったような心境であったという。堀内は高木に対し、時に厳しく普段は甘く、色々と教えていた。そのため役柄においてもどこかリンクするところがあり、ジャミルとガロードの関係と、演じる堀内と高木の関係が、どこか似ている部分があったと高木は語っている。

### エピソード
ケンユウオフィス設立当初は、そのネーミングも手伝って、新会社設立を信じてもらえず「ケンユウのことだから冗談だと思った」という話もあった。
ゲーム『ぼくのなつやすみ』の大ファンであり、いつかは自分も出演したいと思っていたが、その願いは『ぼくのなつやすみ3 -北国編- 小さなボクの大草原』で実現した。また、『サザエさん』にも兼ねてから出演を熱望していたらしく、これも念願叶って出演を果たしている。
『サイコアーマー ゴーバリアン』で笑う演技が何度演じても上手くできず、居残りをさせられた挙句「1週間考えて来い」と宿題にされた末にOKを貰ったことを、印象深かった仕事として挙げている。
人生最大の後悔は野球を止めたことを挙げており、「無理をしてでもやれば良かった」とも回顧していた。
1994年以来、女性向けゲーム「アンジェリークシリーズ」に出演しており、関連イベントではステージにも立っている。なお、ネオロマンス作品（女性向け作品）でのイベント出演回数が、2010年7月10日昼公演をもって通算100回を迎えた。『林原めぐみのTokyo Boogie Night』では、長年提供クレジット読みのナレーションを担当している。
2002年9月20日から、インターネット上の無料動画配信サービス『ヒマツブシTV』にて、堀内によるインターネットトーク番組『嗚呼ゆえばKENYU』が配信された。この配信は約2年間続き通算100回、更新はほぼ週1回で行われた。2006年5月31日に放送された『トリビアの泉 〜素晴らしきムダ知識〜』では「工事現場の看板に声を入れるとしたら誰になるか」という検証（トリビアの種）が行われ、音響監督の浦上靖夫、大熊昭、田中章喜の3人が行うオーディションに前述の通り「ブラッド・ピットの日本語版の声優」として堀内も参加した。その結果、「聞いていて飽きない」「安心感がある」などという理由から堀内が選出された。

## 出演
太字はメインキャラクター。

### テレビアニメ
1982年
- 魔法のプリンセス ミンキーモモ（学者）
- ときめきトゥナイト（ツッパリA）

1983年
- 魔法の天使クリィミーマミ
- サイコアーマー・ゴーバリアン（ハンス・シュルツ）
- 機甲創世記モスピーダ（1983年 - 1984年、オペレーター、若者B、部下、若者C、ゴメス、ジョーイ、チンピラ 、ミエンヌ大佐 、軍人B、男A

1984年
- OKAWARI-BOY スターザンS（図書館ロボ、ET B、看守B）
- 超攻速ガルビオン（ヘンリー・マクミラン）
- ゴッドマジンガー（ゾルバ）
- アタッカーYOU!（立樹爽）
- ふしぎなコアラブリンキー（マイケル）
- ルパン三世 PARTIII（1984年 - 1985年）
- よろしくメカドック（1984年 - 1985年、東條誠、桐島桐人）
- 超力ロボ ガラット（1984年 - 1985年、長官、隊長、部下、客引き 、ガルロ
- 星銃士ビスマルク（ガデル、ボブ 他）
- 特装機兵ドルバック（助手）
- キャプテン翼（1984年 - 1986年、滝、ピエール）
- 銀河漂流バイファム（ジェダ）
- キャッツ・アイ（1984年 - 1985年）

1985年
- 炎のアルペンローゼ ジュディ&ランディ（ナレーター）
- 六三四の剣（乾俊一）
- 忍者戦士飛影（イルボラ・サロ）
- ハイスクール!奇面組（1985年 - 1987年、雲童塊）

1986年
- 機動戦士ガンダムΖΖ（1986年 - 1987年、マシュマー・セロ）
- 青春アニメ全集（江田）
- 光の伝説（鈴木祐一）
- サンゴ礁伝説 青い海のエルフィ（水棲人の青年）
- 愛少女ポリアンナ物語（男）
- マシンロボ クロノスの大逆襲（トマッシュ、バニシング・ハリー、ネブス）
- 銀河探査2100年 ボーダープラネット
- 昭和アホ草紙あかぬけ一番!（森田万作）
- ドリモグだァ!!（ロナルド）

1987年
- 機甲戦記ドラグナー（1987年 - 1988年、ライト・ニューマン）
- 赤い光弾ジリオン（コンピュータ ）
- シティーハンター（1987年 - 1991年、加納、輸之吉、メラルド国王） - 3シリーズ
- マシンロボ ぶっちぎりバトルハッカーズ（ルーク・スチュワート、ロッド・ドリル 他）
- エスパー魔美（1987年 - 1989年、陰木隆明、早手、板前、空手部員A、池田）
- マンガ日本経済入門（結城）
- ミスター味っ子（1987年 - 1989年、下仲基之）

1988年
- ドラえもん（テレビ朝日版第1期）（武蔵）
- 燃える!お兄さん（飯良井太郎）
- 超音戦士ボーグマン（フリッツ・K・リデル、副官）
- トッポ・ジージョ（ドラチュラ103世、ホリー） - 2シリーズ

1989年
- 獣神ライガー（1989年 - 1990年、神崎真吾）
- ルパン三世 バイバイ・リバティー・危機一発!（コンピューター）
- 天空戦記シュラト（1989年 - 1990年、天王ヒュウガ）
- GO! レスラー軍団（ベンKゴッド）
- アイドル伝説えり子（1989年 - 1990年、桑田、上条）
- それいけ!アンパンマン（1990年 - 2024年、タイコマン、さんしょくん、センスくん、かみしばいさん、ところてんまん、たぬきおに〈3代目〉、ドーナツマン 他）
- レスラー軍団〈銀河編〉 聖戦士ロビンJr.（聖勇者ロビン・ゴッド、葉幻王・霧邪）

1990年
- 笑ゥせぇるすまん（1990年 - 1992年、舞戸千代郎、ケント・ピンカートン）
- キャッ党忍伝てやんでえ（1990年 - 1991年、ナレーター、徳川イエッイエッ）
- たいむとらぶるトンデケマン!（ドラキュラ）
- アイドル天使ようこそようこ（徳大寺松雄、上条）
- ふしぎの海のナディア（サンソン）
- ジャングル大帝（第3作）（ライオン）
- 勇者エクスカイザー（助監督）
- 機動警察パトレイバー（小栗）

1991年
- 美味しんぼ（足田保孝、溝木豊）
- 緊急発進セイバーキッズ（ヘネシー）
- カラス天狗カブト（天全星妖魔）
- OH!MYコンブ（秋元おすし）
- おにいさまへ…（1991年 - 1992年、一の宮貴）
- 少年アシベ（ナレーション〈2代目〉）
- 21エモン（グーパー）

1992年
- 宇宙の騎士テッカマンブレード（1992年 - 1993年、バルザック・アシモフ）
- クレヨンしんちゃん（ジョルジュ斉藤、室戸、ワニ山、来間宇理男 他）

1993年
- 平成イヌ物語バウ（1993年 - 1994年、ナレーション、タツヤの兄）
- ムカムカパラダイス（1993年 - 1994年、ロックン

1994年
- きょうふのキョーちゃん（ダウンタウンのごっつええ感じ）（ホクトメ）
- 機動戦士Vガンダム（ハンゲルグ・エヴィン）
- とっても!ラッキーマン（コックさんマン）
- ヤマトタケル（ツクヨミ、ナレーション、マッド）
- 幽☆遊☆白書（北神）

1995年
- 愛天使伝説ウェディングピーチ（ペトラー）
- NINKU -忍空-（忍空狼のリーダー、小太郎）
- 鬼神童子ZENKI（日向）

1996年
- 忍たま乱太郎（干菓子山粥井）
- 快傑ゾロ（ガブリエル）
- 機動新世紀ガンダムX（ジャミル・ニート）
- B'T-X（メタルフェイス）
- 怪盗セイント・テール（浦野）
- はりもぐハーリー（ハーリー父、カメレオン先生）
- きこちゃんすまいる（ナレーション）
- 超者ライディーン（ワーウルフ）
- セイバーマリオネットJ（1996年 - 1998年、ゲッテル） - 2シリーズ

1997年
- しましまとらのしまじろう（1997年 - 1998年、ひまわりマン）
- 金田一少年の事件簿（1997年 - 2014年、長島滋、川崎洋三、スサノオ、乾英基、刑事） - 2シリーズ
- 学級王ヤマザキ（ワタナベ）

1998年
- はれときどきぶた（鯉のぼり）
- 万能文化猫娘（大泉八雲、大泉鏡花）
- Bビーダマン爆外伝（ゆうれいボン）
- YAT安心!宇宙旅行（コブリ）
- 鉄コミュニケイション（リーブス）
- デビルマンレディー（広川匡）

1999年
- 爆球連発!!スーパービーダマン（Dr.タマノ）
- カウボーイビバップ（グレン）
- 無限のリヴァイアス（エリック・キャンベル）
- モンスターファーム（1999年 - 2000年、デュラハン、ナイトン） - 2シリーズ
- ワイルドアームズ トワイライトヴェノム（男）

2000年
- ゾイド -ZOIDS-（マクマーン）
- 銀装騎攻オーディアン（真田秀明）
- タイムボカン2000 怪盗きらめきマン（ユウ・サンダー、ジャスティ・ガード）
- 名探偵コナン（2000年 - 2001年、大場悟、茂木遥史）
- うちゅう人 田中太郎（謎の外国人、メチャワル星人）
- ニャニがニャンだー ニャンダーかめん（2000年 - 2001年、ニャオン）

2001年
- パラッパラッパー（シュミット
- スクライド（雲慶）
- デジモンテイマーズ（インダラモン）
- バビル2世（ロデム）
- シャーマンキング（2001年 - 2002年、麻倉幹久、ポンチ）

2002年
- 炎の蜃気楼（高坂弾正）
- 藍より青し（2002年 - 2003年、西園寺瑠伽） - 2シリーズ
- G-onらいだーす（鯨井仙三郎）
- 東京アンダーグラウンド（煙）
- ぷちぷり*ユーシィ（ガンバード）

2003年
- サザエさん（黒岩岩蔵）
- エアマスター（坂本ジュリエッタ）
- ポケットモンスター サイドストーリー（ナレーション）
- 無限戦記ポトリス（チャペック）
- コロッケ!（2003年 - 2005年フォンドヴォー）
- セイント・ビースト〜聖獣降臨編〜（ハヤブサのヒロ）
- 銀河鉄道物語（フレデリック・ヨハンソン）
- ふたつのスピカ（鴨川友朗）
- アストロボーイ・鉄腕アトム（ダモン隊長）
- GUNSLINGER GIRL（2003年 - 2008年、ラバロ） - 2シリーズ

2004年
- 超重神グラヴィオンZwei（ヒューギ・ゼラバイア）
- NARUTO -ナルト-（2004年 - 2016年、二代目火影・千手扉間、ペイン、弥彦〈暁の首領〉） - 2シリーズ
- 勇午 〜交渉人〜（アーマド
- わがまま☆フェアリー ミルモでポン! わんだほう（パパン）
- 最遊記シリーズ（2004年 - 2022年、雀呂） - 3シリーズ
- Get Ride! アムドライバー（2004年 - 2005年、ランディ・シムカ）
- 遙かなる時空の中で-八葉抄-（頼久の兄）
- 冒険王ビィト（魔人博士ノア）
- 今日からマ王!（ダンヒーリー）

2005年
- アイシールド21（レオナルド・アポロ）
- アニマル横町（ヤマナミさん、しゃちほこポリス）
- おねがいマイメロディ（柳谷シゲキ）
- ガン×ソード（カギ爪の男）
- ギャラリーフェイク（ラモス）
- 金色のガッシュベル!!（キース）
- ジパング（クリス・エバンス）
- パタリロ西遊記!（ミーちゃん）
- ハチミツとクローバー（2005年 - 2006年、原田） - 2シリーズ
- まほらば Heartful Days（流星ジョニー / 灰原由起夫）
- 焼きたて!!ジャぱん（ブラッド・キッド）
- 雪の女王（ラスムスの父）

2006年
- Ergo Proxy（ウィル・ビー・グッド）
- ケロロ軍曹（ハズーレ星人）
- 恋する天使アンジェリーク シリーズ（2006年 - 2007年、炎の守護聖オスカー） - 2シリーズ
- コヨーテ ラグタイムショー（ビショップ）
- スーパーロボット大戦OG -ディバイン・ウォーズ-（イルムガルト・カザハラ）
- 落語天女おゆい（三遊亭圓朝）
- 働きマン（成田公男）

2007年
- 怪物王女（ツェペリ）
- 風のスティグマ（ヴェルンハルト・ローデス）
- きらりん☆レボリューション（ハテナQ三郎）
- 古代王者 恐竜キング Dキッズ・アドベンチャー（2007年 - 2008年、ノラッティ〜） - 2シリーズ
- デルトラクエスト（トム）
- BLUE DRAGON（2007年 - 2009年、レゴラス） - 2シリーズ
- MAJOR シリーズ（2007年 - 2009年、山田一郎） - 3シリーズ

2008年
- ウルトラヴァイオレット コード044（ガルシア）
- 狼と香辛料（マーティン・リーベルト）
- 仮面のメイドガイ（小富士原侘び介）
- 銀魂（金太郎）
- ゴルゴ13（ランス）
- 屍姫（2008年 - 2009年、紫央時花 / 紫央権大僧正） - 2シリーズ
- 絶対可憐チルドレン（クライド）
- TYTANIA -タイタニア-（ドクター・リー〈リー・ツァンチェン〉）
- テレパシー少女 蘭（磯崎論平）
- BLEACH（天貝繍助）
- PERSONA -trinity soul-（柊社長 / 柊祐一朗）
- 魔人探偵脳噛ネウロ（池谷通）
- ロザリオとバンパイア CAPU2（土佐の天狗）

2009年
- グイン・サーガ（グイン）
- 源氏物語千年紀 Genji（桐壺帝）
- シャングリ・ラ（武彦）
- はじめの一歩 New Challenger（鷹村卓）
- はっけん たいけん だいすき!しまじろう（ぶるぶるマン）

2010年
- 君に届け（トーチャン）
- スーパーロボット大戦OG -ジ・インスペクター-（イルムガルト・カザハラ、ジョナサン・カザハラ、イーグレット・フェフ）
- ドラえもん（テレビ朝日版第2期）（2010年 - 2017年、プロデューサー、飼育員）
- のだめカンタービレ フィナーレ（千秋雅之）
- ハートキャッチプリキュア!（花咲空、コッペ〈人間形態〉）
- バクマン。（2010年 - 2013年、佐々木編集長） - 3シリーズ
- 毎日かあさん（じいちゃん〈2代目〉）

2011年
- 神様ドォルズ（平城毅）
- 逆境無頼カイジ 破戒録篇（黒崎義裕）
- ジュエルペット サンシャイン（花音パパ）
- スイートプリキュア♪（メフィスト）
- 世界一初恋（横澤隆史） - 2シリーズ
- テレビまんが 昭和物語

2012年
- あらしのよるに 〜ひみつのともだち〜（ゴン）
- GON -ゴン-（スピードキング）
- 坂道のアポロン（神父）
- スティッチと砂の惑星（ワッタイナ）
- 戦国コレクション（杉村達也）
- デジモンクロスウォーズ 〜時を駆ける少年ハンターたち〜（メタリフェクワガーモン）
- トリコ（一龍）
- NARUTO -ナルト- SD ロック・リーの青春フルパワー忍伝（ペイン）
- HUNTER×HUNTER（第2作）（2012年 - 2013年、ゴトー、コアラ型、イカルゴ）
- ポケットモンスター ベストウイッシュ（2012年 - 2013年、アララギパパ） - 2シリーズ
- ヨルムンガンド（レオン・リビエール） - 2シリーズ

2013年
- キルラキル（満艦飾薔薇蔵）
- キングダム（2013年 - 2022年、王翦） - 3シリーズ
- 銀の匙 Silver Spoon（八軒父）
- THE UNLIMITED 兵部京介（兵部博士）
- 弱虫ペダル（2013年 - 2023年、Mr.ピエール、ナレーション） - 3シリーズ
- ONE PIECE（2013年 - 、錦えもん）

2014年
- 牙狼〈GARO〉-炎の刻印-（ヘルマン・ルイス）
- 金色のコルダ Blue♪Sky（アレクセイ・ジューコフ）
- ヒーローバンク（安立純守）
- ベイビーステップ（2014年 - 2015年、マイク・マグワイヤ） - 2シリーズ
- マギ The kingdom of magic（ダリオス・レオクセス）

2015年
- おそ松さん（大統領、競馬場内審議放送）
- カードファイト!! ヴァンガードG（ブラドIII世）
- 牙狼 -紅蓮ノ月-（藤原道長）
- ONE PIECE エピソードオブサボ 〜3兄弟の絆 奇跡の再会と受け継がれる意志〜（錦えもん）

2016年
- Re:ゼロから始める異世界生活（2016年 - 2025年、ヴィルヘルム） - 5シリーズ / 2020年に第1期新編集版が放送
- ガーリッシュナンバー（難波社長）
- 怪盗ジョーカー（キャデラック）
- ジョーカー・ゲーム（結城中佐、有崎晃〈青年時代〉）
- テイルズ オブ ゼスティリア ザ クロス（アルトリウス・コールブランド）
- ナースウィッチ小麦ちゃんR（水泳P）
- マギ シンドバッドの冒険（ダリオス・レオクセス）

2017年
- 鬼平（長谷川平蔵 / 鬼平）
- 幼女戦記（アンソン）
- カミワザ・ワンダ（ワンダープロミン）
- 恋愛暴君（ストラス）
- カブキブ!（蛯原父）
- 魔法陣グルグル（ワンチン）
- 血界戦線 & BEYOND（フランツ・アッカーマン）
- 鬼灯の冷徹（2017年 - 2018年、猫好好） - 2シリーズ
- キノの旅 -the Beautiful World- the Animated Series（老人）
- 牙狼〈GARO〉-VANISHING LINE-（2017年 - 2018年、ビショップ）
- デュエル・マスターズ（最終兵ッキー）

2018年
- ダーリン・イン・ザ・フランキス（フランクス博士 / ヴェルナー）
- ブラッククローバー（ロータス・フーモルト）
- クラシカロイド（音羽響吾〈2代目〉）
- 奴隷区 The Animation（練馬ムオン）
- 実験品家族 -クリーチャーズ・ファミリー・デイズ-（Dr.KENU）
- ゲゲゲの鬼太郎（第6作）（刑部狸）
- 天狼 Sirius the Jaeger（ウィラード）
- ソラとウミのアイダ（狸穴浩二郎）
- ポケットモンスター サン&ムーン（2018年 - 2019年、オーキド校長〈2代目〉、ナレーション〈2代目〉、オーキド博士〈2代目〉 他）
- ベルゼブブ嬢のお気に召すまま。（カミオ）
- BANANA FISH（フォックス）

2019年
- 3D彼女 リアルガール（筒井充）
- レイトン ミステリー探偵社 〜カトリーのナゾトキファイル〜（ワット・ソーン）
- えんどろ〜!（国王）
- キャロル&チューズデイ（ダリア）
- KING OF PRISM -Shiny Seven Stars-（十王院百次郎）
- BEM（ブライソン）
- バビロン（守永泰孝）
- けだまのゴンじろー（2019年 - 2020年、リングアナウンサー、アナウンサー）
- PSYCHO-PASS サイコパス 3（梓澤廣一）
- ノー・ガンズ・ライフ（2019年 - 2020年、メガアームド斎時定） - 2シリーズ
- ポケットモンスター（2019年 - 2023年、ナレーション、オーキド博士、サトシのウオノラゴン、オーキド校長 他） - 2シリーズ
- BEASTARS（2019年 - 2021年、オグマ） - 2シリーズ
- ゾイドワイルド ZERO（2019年 - 2020年、シーガル准将）

2020年
- 織田シナモン信長（織田シナモン信長） - 「堀内犬友」名義
- ドロヘドロ（煙）
- 異世界かるてっと2（ヴィルヘルム）
- もっと!まじめにふまじめ かいけつゾロリ（MCQ）
- ハクション大魔王2020（社長）
- THE GOD OF HIGH SCHOOL ゴッド・オブ・ハイスクール（ナ・ボンチム）
- 体操ザムライ（天草紀之）
- 憂国のモリアーティ（リチャード）

2021年
- バック・アロウ（ゼツ・ダイダン）
- 回復術士のやり直し（タレトヤ）
- SHAMAN KING（2021年 - 2022年、麻倉幹久）
- 戦闘員、派遣します!（将軍）
- うらみちお兄さん（出木田適人）
- D CIDE TRAUMEREI THE ANIMATION（愛莉の父）
- SCARLET NEXUS（ユイト・スメラギ〈50年後〉）
- やくならマグカップも 二番窯（荒井啓太郎）

2022年
- 殺し愛（エウリペデス・リッツラン）
- 失格紋の最強賢者（国王）
- デジモンゴーストゲーム（キャプテンフックモン）
- 本好きの下剋上 司書になるためには手段を選んでいられません（ゲルラッハ子爵〈グラオザム〉）
- このヒーラー、めんどくさい（ドルマン）
- RWBY 氷雪帝国（タイヤン・シャオロン）
- プリマドール（遠間博士）
- ゴールデンカムイ（2022年 - 2023年、菊田特務曹長）
- 忍の一時（風魔小太郎、二ノ曲忌助）
- 名探偵コナン 犯人の犯沢さん（茂木遥史）
- ポプテピピック TVアニメーション作品第二シリーズ（ポプ子〈第8話Bパート〉）

2023年
- 老後に備えて異世界で8万枚の金貨を貯めます（それ〈招き猫〉）
- 大雪海のカイナ（ハレソラ）
- The Legend of Heroes 閃の軌跡 Northern War（ヴラド・ウィンスレット）
- 吸血鬼すぐ死ぬ2（ノースディン）
- 逃走中 グレートミッション（2023年 - 2025年、ケビン ガードナー、ガスティン ローガン）
- Fate/strange Fake（2023年 - 2025年、バーサーカー） - 2シリーズ
- わたしの幸せな結婚（辰石実）
- おかしな転生（カドレチェク公爵）
- Lv1魔王とワンルーム勇者（グリムス）
- ラグナクリムゾン（ホルギウス）
- SPY×FAMILY（市役所部長 / マシュー・マクマホン）

2024年
- オーイ!とんぼ（つぶらの父）
- バーテンダー 神のグラス（加瀬五朗）
- 転生貴族、鑑定スキルで成り上がる（バサマーク・サレマキア） - 2シリーズ
- 狼と香辛料 MERCHANT MEETS THE WISE WOLF（マーティン・リーベルト）
- 死神坊ちゃんと黒メイド（老ニコ）
- 鬼滅の刃 柱稽古編（鎹鴉）
- なぜ僕の世界を誰も覚えていないのか?（老人、シド）
- 貼りまわれ!こいぬ（シズ雄）
- 魔王様、リトライ!R（ドナ・ドナ）
- 結婚するって、本当ですか（小森）
- アサティール2 未来の昔ばなし（ジャディ、サードゥーン）

2025年
- 空色ユーティリティ（チョウ）
- マジック・メイカー 〜異世界魔法の作り方〜（バルフ公爵）

### 劇場アニメ
1984年
- 超時空要塞マクロス 愛・おぼえていますか（TVレポーター）

1985年
- キャプテン翼 ヨーロッパ大決戦（ピエール）
- キャプテン翼 危うし! 全日本Jr.（ピエール）

1986年
- アモン・サーガ（アモン）
- ハイスクール!奇面組（雲童塊）

1987年
- 宝島（十年後のジム）

1988年
- 銀河英雄伝説 わが征くは星の大海（ウィン・ファンデンベルク）

1990年
- 愛と剣のキャメロット まんが家マリナ タイムスリップ事件（シモン）
- 「エイジ」（アナウンサー）

1993年
- ドラえもん のび太とブリキの迷宮（ピエロ）

1994年
- 平成イヌ物語バウ（ナレーション）
- リカちゃんとヤマネコ 星の旅（東天）

1996年
- APO APOワールド ジャイアント馬場90分一本勝負（ジャンボ鶴田）
- 劇場版 魔法陣グルグル（バートン）

1997年
- エルマーの冒険（トラE）

1999年
- ガンドレス（ジャン＝リュック・スキナー）
- 金田一少年の事件簿2 殺戮のディープブルー（藍沢優）

2001年
- 劇場版 とっとこハム太郎 ハムハムランド大冒険（魔王ハム）
- シャム猫 -ファーストミッション-（ジロー〈毒虫コンビ〉）
- ONE PIECE ねじまき島の冒険（ボロード）

2002年
- 劇場版∀ガンダムI 地球光（マリガン）

2004年
- 聖闘士星矢 天界編 序奏〜overture〜（童虎）

2006年
- 真救世主伝説 北斗の拳 ラオウ伝 殉愛の章（トキ）

2007年
- 真救世主伝説 北斗の拳 ラオウ伝 激闘の章（トキ）
- 名探偵コナン 紺碧の棺（岩永城児）

2009年
- 劇場版ペンギンの問題 幸せの青い鳥でごペンなさい（氷川ニコルソン）
- 映画ドラえもん 新・のび太の宇宙開拓史（バーンズ博士）

2010年
- REDLINE（タイタン国防長官）

2011年
- 映画 スイートプリキュア♪ とりもどせ! 心がつなぐ奇跡のメロディ♪（メフィスト）
- クレヨンしんちゃん 嵐を呼ぶ黄金のスパイ大作戦（プラム）
- それいけ!アンパンマン すくえ! ココリンと奇跡の星（タイコマン）
- ハートの国のアリス 〜Wonderful Wonder World〜（メリー＝ゴーランド）

2012年
- 神秘の法（トムバックス大統領）
- スクライド オルタレイション QUAN（雲慶）
- 虹色ほたる 〜永遠の夏休み〜（ユウタの父）

2014年
- THE LAST -NARUTO THE MOVIE-（ペイン）
- 劇場版 世界一初恋 〜横澤隆史の場合〜（横澤隆史）

2015年
- クレヨンしんちゃん オラの引越し物語 サボテン大襲撃（ネネ・ロドリゲス）
- それいけ!アンパンマン リズムでうたおう! アンパンマン夏まつり（たいこまん）

2016年
- 牙狼〈GARO〉-DIVINE FLAME-（ヘルマン・ルイス）

2017年
- KING OF PRISM -PRIDE the HERO-（十王院百次郎）
- GODZILLA（2017年 - 2018年、ウンベルト・モーリ） - 3部作

2018年
- 薄墨桜 -GARO-（藤原道長）

2019年
- コードギアス 復活のルルーシュ（ナレーション）

2020年
- 世界一初恋 〜プロポーズ編〜（横澤隆史）
- PSYCHO-PASS サイコパス 3 FIRST INSPECTOR（梓澤廣一）
- 劇場版ポケットモンスター ココ（ナレーション）

2021年
- アイの歌声を聴かせて（会長）

2023年
- 劇場版シティーハンター 天使の涙（海原神）
- 大雪海のカイナ ほしのけんじゃ（ハレソラ）
- 駒田蒸留所へようこそ（駒田滉）

2024年
- コードギアス 奪還のロゼ（ナレーション）
- 風都探偵 仮面ライダースカルの肖像（刃野幹夫）

2025年
- 機動戦士ガンダム 鉄血のオルフェンズ ウルズハント -小さな挑戦者の軌跡-（デムナー・キタコ・ジュニア）

### OVA
1984年
- 銀河漂流バイファム 集まった13人（レアラ・ジェダ）

1985年
- GREED（リッド・カイル）
- ドリームハンター麗夢（医者、青年）

1986年
- アイ・シティ（ミスターJ）
- 超時空ロマネスク SAMY MISSING・99（日向時人）
- ペリカンロード クラブ・カルーチャ（田川しげる）
- ルーツ・サーチ 食心物体X（バズ）

1987年
- スクーパーズ（ケイン）
- ダーティペア（部下）
- たいまんぶるうす 清水直人編
- ドリームハンター麗夢III 夢隠 首なし武者伝説（平智盛）
- 魔境外伝レディウス（小間使いの男）

1988年
- エースをねらえ!2（千葉鷹志）
- 風を抜け!（風祭和人）
- 聖戦士ダンバイン 総集編（トッド・ギネス）
- トウキョウ・バイス（アナウンサー）

1989年
- アッセンブル・インサート（司会者）
- エースをねらえ!ファイナルステージ（千葉鷹志）
- 銀河英雄伝説（アントン・フェルナー）
- 新キャプテン翼（ガルバン）
- 超人ロック ロードレオン（キャリアン）
- 敵は海賊〜猫たちの饗宴〜（ラジェンドラ）
- トップをねらえ!
- 風魔の小次郎 最終章 風魔反乱篇（1989年 - 1992年、白虎、死紋）
- 妖魔（緋影）

1990年
- 白鳥麗子でございます!（秋本哲也）
- ダーティペア 謀略の005便（ダニィ）
- YJ版レモンエンジェル（ケースケ、車の男）

1991年
- 江口寿史の寿五郎ショウ（上品な息子〈道夫〉）
- おざなりダンジョン 風の塔（エスプリ）
- ここはグリーン・ウッド（古沢）
- 聖伝-RG VEDA-（毘沙門天）
- 超幕末少年世紀タカマル（ニンジャゴージャス）
- 迷走王ボーダー 社会復帰編（久保田）

1992年
- ウルフガイ（神明）
- 永遠のフィレーナ（ネスト）

1993年
- ザ・コクピット 成層圏気流（エアハルト・フォン・ラインダース）
- 新・超幕末少年世紀タカマル（ゴージャス）
- 創竜伝（韓湘子）
- どチンピラ（鈴旗）
- BADBOYS（川中陽二）
- 流星機ガクセイバー（1993年 - 1994年、羽柴当吉）

1994年
- Compiler（バイアス）
- THE レイプマン（岩崎圭介）
- 覇王大系リューナイト アデュー・レジェンド（1994年 - 1995年、白騎士スワン）

1995年
- 学校の幽霊
- 銀河お嬢様伝説ユナ〜哀しみのセイレーン〜（ナレーション）
- YAMATO2520（エミリオ）

1996年
- アイドルプロジェクト（司会者）
- 機動戦士ガンダム 第08MS小隊（ボーン）
- 宝魔ハンターライム（ペガサス、ナレーション）

1997年
- B'T-X NEO（メタルフェイス）

1998年
- 沈黙の艦隊（ジョン・アレキサンダー・ベイツ）

1999年
- 倒凶十将伝（白金一、ナレーション）

2000年
- ブラック・ジャック（タクシー運転手）
- 世にも恐ろしいグリム童話 「オープニング/ブリッジ/エンディング」（ビデオ店の客）
  - 「ヘンゼルとグレーテル」（父）
  - 「灰かぶり」（グスターフ / 家来）

2002年
- 聖闘士星矢 冥王ハーデス十二宮編（童虎）

2004年
- ピカチュウのなつまつり（ナレーション）

2005年
- ストリートファイターALPHAジェネレーション（剛拳〈青年〉）
- 聖闘士星矢 冥王ハーデス冥界編（童虎）
- ピカチュウのおばけカーニバル（ナレーション）

2006年
- 機動戦士ガンダム MS IGLOO - 黙示録0079 -（ヴェルナー・ホルバイン少尉）
- ピカチュウのわんぱくアイランド（ナレーション）

2007年
- 真救世主伝説 北斗の拳 ユリア伝（トキ）
- ピカチュウたんけんクラブ（ナレーション）

2008年
- やなせたかしメルヘン劇場 第2幕 ガンバリルおじさんのまめスープ（ぎんいろまん）
- 真救世主伝説 北斗の拳 トキ伝（トキ）
- School Days 〜マジカルハート☆こころちゃん〜（ナレーション）
- 聖闘士星矢 冥王ハーデスエリシオン編（童虎）
- ピカチュウ 氷の大冒険（ナレーション）
- METAL GEAR SOLID 2 BANDE DESSINEE（雷電）

2009年
- 聖闘士星矢 THE LOST CANVAS 冥王神話（2009年 - 2011年、ハクレイ）
- ピカチュウのキラキラだいそうさく!（ナレーション）
- やなせたかしメルヘン劇場 ガンバリルおじさんとぎんいろまん（ぎんいろまん）

2010年
- ピカチュウのふしぎなふしぎな大冒険（ナレーション）

2011年
- かってに改蔵（ドリアンムケ皮）
- ピカチュウのサマー・ブリッジ・ストーリー（ナレーション）
- ブラック・ジャック FINAL（宮司）

2012年
- 間の楔 第2期（ギデオン）

2013年
- 一撃殺虫!!ホイホイさん LEGACY（百目鬼幸太郎）※単行本1巻のアニメDVD付き特装版

2015年
- 鬼灯の冷徹（2015年 - 2020年、猫好好）※単行本19・29・31巻新作OAD付き限定版

### Webアニメ
- 聖闘士星矢 黄金魂 -soul of gold-（2015年、童虎）
- ポケモンジェネレーションズ（2017年、ハンサム〈2代目〉）
- 孤独のグルメ（2017年、井之頭五郎）
- ポケットモンスター 神とよばれし アルセウス（2022年、ナレーション、ウオノラゴン）
- テルマエ・ロマエ ノヴァエ（2022年、アウグスタレス）
- 風都探偵（2022年、刃野幹夫[262]）
- PLUTO（2023年、アレクサンダー大統領[263]）
- LUPIN THE IIIRD 銭形と2人のルパン（2025年、偽ルパン[264]）

### ゲーム
1991年
- 惑星ウッドストック ファンキーホラーバンド（カルーン）

1993年
- 銀河お嬢様伝説ユナ（左丞相・剣鳳、ナレーション）
- スーパーチェイスクリミナルターミネーション（レイモンド）
- ふしぎの海のナディア（サンソン） - PCエンジン版
- 夢見館の物語（狩人）
- ラングリッサー 〜光輝の末裔〜（テイラー、ゼルド）

1995年
- アンジェリークSpecial（炎の守護聖オスカー）
- 空想科学世界ガリバーボーイ（イーグル）
- フィロソマ（アイザック・ラング）

1996年
- アンジェリークSpecial2（炎の守護聖オスカー）
- 王国のグランシェフ
- 対戦とっかえだま（ドップリー博士、柳名取三郎）
- 伝説のオウガバトル（ウォーレン・ムーン、天狼のシリウス、漆黒のアーレス） - PlayStation、セガサターン版
- タクティクスオウガ（ウォーレン、レオナール） - セガサターン、PlayStation版

1997年
- あやかし忍伝 くの一番（ジョニー遠野）
- 銀河お嬢様伝説ユナ3 LIGHTNING ANGEL（左丞相・剣鳳）
- スーパーロボット大戦F（イルムガルト・カザハラ、マシュマー・セロ）
- ゆけゆけ!!トラブルメーカーズ（バロン）

1998年
- アンジェリーク デュエット（炎の守護聖オスカー）
- アンジェリーク 天空の鎮魂歌（炎の守護聖オスカー）
- エアガイツ（クラウド・ストライフ） - アーケード版
- SDガンダム GGENERATION（1998年 - 2025年、ヴェルナー・ホルバイン、ボーン・アブスト、トッシュ・クレイ、マシュマー・セロ、ハンゲルグ・エヴィン、ジャミル・ニート、マーク・ギルダー〈NEO・SEED〉） - 15作品
- エリーのアトリエ 〜ザールブルグの錬金術士2〜（ハレッシュ・スレイマン、ボルト・ルクス）
- ガイナロックR（ヴァイカル）
- 時空探偵DD2 叛逆のアプサラル（クラウン）
- スーパーロボット大戦F完結編（イルムガルト・カザハラ、マシュマー・セロ）
- 進め!対戦ぱずるだま 闘魂!まるたま町（Dr.ドップリー）
- 双界儀（武究天尊 陽龍）
- 雪割りの花（小林勇一）
- ドラゴンフォースII -神去りし大地に-（アデルバッハ）
- レイディアントシルバーガン（バスター）

1999年
- 俺の屍を越えてゆけ（朱点童子）
- スーパーロボット大戦コンプリートボックス（マシュマー・セロ、トールス・ゼテキネス、デューク・フリード〈宇門大介〉、偽デューク・フリード）
- バトル昆虫伝（中田一）
- ピノッチアのみる夢（マスター）
- フレンズ 〜青春の輝き〜（白石竜助）

2000年
- アンジェリーク トロワ（炎の守護聖オスカー）
- CARRIER（ニコラス・ラング）
- スーパーロボット大戦α（イルムガルト・カザハラ、マシュマー・セロ）

2001年
- SIMPLEキャラクター2000 ハイスクール!奇面組THE テーブルホッケー（雲童塊）
- スーパーロボット大戦α for Dreamcast（イルムガルト・カザハラ、マシュマー・セロ）
- スーパーロボット大戦α外伝（イルムガルト・カザハラ、ジャミル・ニート）
- METAL GEAR SOLID 2 SONS OF LIBERTY（雷電 / ジャック）
- 湾岸 Midnight Club（ルーカス・ハウエル・ジョーンズ）

2002年
- アーマード・コア3（コンピューターボイス）
- シャーマンキング スピリット オブ シャーマンズ（ポンチ）
- シャーマンキング 超・占事略決3（麻倉幹久）
- スーパーロボット大戦IMPACT（イルボラ・サロ、マシュマー・セロ）
- スター・ウォーズ ジェダイ・スターファイター
- スター・ウォーズ ローグ スコードロン II
- ボンバーマンジェネレーション（イーグルボンバー）

2003年
- アンジェリーク エトワール（炎の守護聖オスカー）
- コロッケ!2 闇のバンクとバン女王（フォンドヴォー）
- コロッケ!3 グラニュー王国の謎（フォンドヴォー）
- SUNRISE WORLD WAR Fromサンライズ英雄譚（ライト、マシュマー、霊鷹、トッド）
- シャーマンキング ソウルファイト（麻倉幹久）
- シャーマンキング ふんばりスピリッツ（麻倉幹久、ポンチ）
- スター・ウォーズ ローグ スコードロン III（ボバ・フェット）
- 007 ナイトファイア（ジェームズ・ボンド）

2004年
- コロッケ!4 バンクの森の守護神（フォンドヴォー）
- コロッケ! バン王の危機を救え（フォンドヴォー）
- コロッケ!Great 時空の冒険者（フォンドヴォー）
- スーパーロボット大戦MX（ライト・ニューマン）
- スーパーロボット大戦GC（ライト・ニューマン）
- 007 エブリシング オア ナッシング（ジェームズ・ボンド）
- ちゅ〜かな雀士てんほー牌娘（御崎歳三）
- テイルズ オブ リバース（ゲオルギアス）
- てこいれぷりんせす! 〜僕が見えない君のため〜（親父）
- METAL GEAR SOLID 3 SNAKE EATER（ライコフ）

2005年
- S.S.D.S. 〜刹那の英雄〜（ブラディ・トランシルヴァニア伯爵）
- KINGDOM UNDERFIRE THE CRUSADERS（ケンドール）
- コロッケ!DS 天空の勇者たち（フォンドヴォー）
- 金色のガッシュベル!! うなれ!友情の電撃 ドリームタッグトーナメント（キース）
- 金色のガッシュベル!! ゴー!ゴー!魔物ファイト!!（キース）
- サモンナイトエクステーゼ 夜明けの翼（ベクサー）
- スーパーロボット大戦MX ポータブル（ライト・ニューマン）
- 聖闘士星矢 聖域十二宮編（童虎）
- NARUTO -ナルト- ナルティメットヒーロー3（二代目火影・千手扉間）
- ふしぎの海のナディア〜Inherit the Bluewater〜（サンソン）
- METAL GEAR SOLID 3 SUBSISTENCE（ライコフ、雷電）

2006年
- アニマル横町 〜どき☆どき 進級試験！の巻〜（ヤマナミさん）
- 機動戦士ガンダム クライマックスU.C.（マシュマー・セロ）
- スーパーロボット大戦XO（ライト・ニューマン）
- ポケモンバトルレボリューション（実況）
- METAL GEAR SOLID PORTABLE OPS（ライコフ）

2007年
- エースコンバット6 解放への戦火（マクナイト軍曹）
- Kingdom Under Fire : Circle Of Doom（ケンドール）
- スーパーロボット大戦OG ORIGINAL GENERATIONS（イルムガルト・カザハラ）
- スーパーロボット大戦OG外伝（イルムガルト・カザハラ）
- 聖闘士星矢 冥王ハーデス十二宮編（童虎）
- NARUTO -ナルト- 疾風伝 ナルティメットアクセル（二代目火影・千手扉間）
- NARUTO -ナルト- 疾風伝 ナルティメットアクセル2（二代目火影・千手扉間）
- ハートの国のアリス 〜Wonderful Wonder World〜（メリー＝ゴーランド）
- ぼくのなつやすみ3 -北国編- 小さなボクの大草原（おじちゃん）
- Microsoft Flight Simulator X（Microsoft game studios）
- マナケミア 〜学園の錬金術士たち〜（グンナル・ダム）
- METAL GEAR SOLID PORTABLE OPS+（ライコフ、雷電）

2008年
- スーパーロボット大戦A PORTABLE（マシュマー・セロ、ライト・ニューマン）
- スーパーロボット大戦Z（ジャミル・ニート、ヒューギ・ゼラバイア、オルソン・D・ヴェルヌ）
- DISSIDIA FINAL FANTASY（パラメキア皇帝）
- テイルズ オブ ハーツ（アイザック・シルバ）
- マナケミア2 〜おちた学園と錬金術士たち〜（グンナル・ダム）
- METAL GEAR SOLID 4 GUNS OF THE PATRIOTS（雷電）

2009年
- 機動戦士ガンダム ガンダムVS.ガンダムNEXT（マシュマー・セロ）
- こども教育テレビWii あいうえ・おーちゃん（ノワール）
- ディシディア ファイナルファンタジー ユニバーサルチューニング（パラメキア皇帝〈日本語版戦闘ボイス〉）
- ナデプロ!! 〜キサマも声優やってみろ!〜（堀口研三）
- NARUTO -ナルト- 疾風伝 ナルティメットアクセル3（ペイン）
- Persona（フィレモン）

2010年
- 赤い刀（2010年 - 2012年、柊 / 戦鬼・柊） 2作品
- アニバーサリーの国のアリス 〜Wonderful Wonder World〜（メリー＝ゴーランド）
- 金色のコルダ3（アレクセイ・ジューコフ）
- キングダム ハーツ バース バイ スリープ（プリンス・チャーミング）
- コール オブ デューティ ブラックオプス（アレックス・メイソン大尉）
- NARUTO -ナルト- 疾風伝 ナルティメットストーム2（ペイン）
- ModNation 無限のカート王国（Gray Reason）

2011年
- アンジェリーク 魔恋の六騎士（マイレアス）
- 学園特救ホトケンサー（柊玄白）
- 機動戦士ガンダム エクストリームバーサス（2011年 - 2016年、マシュマー・セロ、ジャミル・ニート） - 4作品
- 聖闘士星矢戦記（天秤座 童虎）
- ソーシャルゲーム・ラブラブ天使様アンジェリーク（オスカー・ロックウェル）
- ディシディア デュオデシム ファイナルファンタジー（パラメキア皇帝）
- ナノダイバー（リカルド・マーモフ）
- NARUTO -ナルト- 疾風伝 ナルティメットインパクト（ペイン）

2012年
- アサシン クリード III（ヘイザム・ケンウェイ）
- コール オブ デューティ ブラックオプス II（アレックス・メイソン）
- 第2次スーパーロボット大戦OG（イルムガルト・カザハラ、イーグレット・フェフ）
- 第2次スーパーロボット大戦Z 再世篇（オルソン・D・ヴェルヌ、ジャミル・ニート）
- 東京バベル（???）
- NARUTO -ナルト- 疾風伝 ナルティメットストームジェネレーション（ペイン、二代目火影・千手扉間）
- NINJA GAIDEN 3（仮面の導師）
- 龍が如く5 夢、叶えし者（青山稔）
- コール オブ デューティ ブラックオプス ディクラシファイド（アレックス・メイソン）

2013年
- 新装版 ハートの国のアリス 〜Wonderful Wonder World〜（メリー＝ゴーランド）
- スーパーロボット大戦OG INFINITE BATTLE（イルムガルト・カザハラ）
- スーパーロボット大戦UX（イルボラ・サロ）
- 聖闘士星矢 ブレイブ・ソルジャーズ（童虎）
- テイルズ オブ ハーツ R（ガネット / アイザック・シルバ）
- トリコ グルメガバトル!（一龍）
- NARUTO -ナルト- 疾風伝 ナルティメットストーム3（ペイン、二代目火影・千手扉間）
- プレイステーション オールスター・バトルロイヤル（雷電）
- メタルギア ライジング リベンジェンス（雷電）
- ONE PIECE ワンピートレジャーワールド（錦えもん）

2014年
- あかやあかしやあやかしの（狭塔さん）
- アサシン クリード ローグ（ヘイザム・ケンウェイ）
- ガールフレンド（仮）（悪落武者、悪魚類学者）
- NARUTO -ナルト- 疾風伝 ナルティメットストームレボリューション（ペイン六道、二代目火影・千手扉間）
- ハートの国のアリス 〜Wonderful Twin World〜（メリー＝ゴーランド）
- ヒーローバンク（安立純守）
- 龍が如く 維新!（勝麟太郎）
- ONE PIECE 超グランドバトル! X（錦えもん）

2015年
- アンジェリーク ルトゥール（炎の守護聖オスカー）
- 聖闘士星矢 ソルジャーズ・ソウル（童虎）
- 戦国大戦 -1615 大坂燃ゆ、世は夢の如く-（真田幸村、渡辺糺、SS前田慶次、SS黒田官兵衛）
- ソフィーのアトリエ 〜不思議な本の錬金術士〜（フリッツ・ワイスベルク）
- 第3次スーパーロボット大戦Z 天獄篇（オルソン・D・ヴェルヌ）
- リリーと魔神の物語（ティベリウス・M・グラーナIII世）

2016年
- ヴァルキリーアナトミア -ジ・オリジン-（ヴァルヴァロア）
- オルタンシア・サーガ -蒼の騎士団-（デルトロ）
- クイズRPG 魔法使いと黒猫のウィズ（アーモンドグリコ、トキ、ハカマダタツオキ、袴田龍久）
- 三國志13
- スーパーロボット大戦OG ムーン・デュエラーズ（イルムガルト・カザハラ）
- テイルズ オブ ベルセリア（アルトリウス・コールブランド）
- NARUTO -ナルト- 疾風伝 ナルティメットストーム4（ペイン六道、二代目火影・千手扉間）
- フィリスのアトリエ 〜不思議な旅の錬金術士〜（フリッツ・ワイスベルク）
- League of Legends（ツイステッド・フェイト）

2017年
- 仁王（大谷吉継）
- グランブルーファンタジー（2017年 - 2024年、ウリエル、ハクタク、サメハンター）
- ゴーストリコン ワイルドランズ（ノマド）
- キャプテン翼 〜たたかえドリームチーム〜（滝一、反町一樹）
- ザ・ロストチャイルド（イェクン）
- ソラとウミのアイダ（狸穴浩二郎）
- リディー&スールのアトリエ 〜不思議な絵画の錬金術士〜（フリッツ・ワイスベルク）

2018年
- ディシディア ファイナルファンタジー NT（皇帝）
- CARAVAN STORIES（スコーラッド）
- スーパーロボット大戦X（マシュマー・セロ、サンソン）
- プロジェクト東京ドールズ（小鳥遊修一）
- Marvel's SPIDER-MAN（ノーマン・オズボーン）
- 機動戦士ガンダム エクストリームバーサス2（2018年 - 2025年、マシュマー・セロ、ジャミル・ニート） - 4作品
- 竹書房クエスト〜強襲ポプテピピック〜（ポプ子）

2019年
- スーパーロボット大戦T（マシュマー・セロ、カギ爪の男）
- 東京放課後サモナーズ（アルジャーノン、オセ）
- アルカ・ラスト 終わる世界と歌姫の果実（トライゾン）
- イースIX -Monstrum NOX-（パークス）
- ドラゴンクエストXI 過ぎ去りし時を求めて S（デンダ、アーウィン、ぱふぱふ娘〈エドゥリス〉）

2020年
- サンクタス戦記-GYEE-（ヤン、ウィル）
- 幽☆遊☆白書 100%本気バトル（北神）
- ONE PIECE 海賊無双4（錦えもん）
- eBASEBALLパワフルプロ野球2020（ダイジョーブ博士）
- 北斗の拳 LEGENDS ReVIVE（2019年 - 2024年、トキ、アミバ）
- Re:ゼロから始める異世界生活 Lost in Memories（ヴィルヘルム・ヴァン・アストレア）
- 聖闘士星矢 ライジングコスモ（天秤座 童虎）
- ライブ・ア・ヒーロー!（ハックル）
- 共闘ことばRPG コトダマン（トキ、アミバ）

2021年
- Re:ゼロから始める異世界生活 偽りの王選候補（ヴィルヘルム・ヴァン・アストレア）
- ニーア リィンカーネーション（白衣の男）
- ファミコン探偵倶楽部 消えた後継者（綾城二郎）
- スーパーロボット大戦DD（イルムガルト・カザハラ）
- Far Cry 6（アントン・カスティロ大統領〈ジャンカルロ・エスポジート〉）
- スーパーロボット大戦30（2021年 - 2022年、カギ爪の男、イルムガルト・カザハラ）
- テイルズ オブ ザ レイズ（アルトリウス）
- 機動戦士ガンダム U.C. ENGAGE（2021年 - 2024年、ヴェルナー・ホルバイン、マシュマー・セロ、ハンゲルグ・エヴィン）
- ドラゴンクエストX 天星の英雄たち オンライン（ラダ・ガート、デンデロベー）

2022年
- eBASEBALLパワフルプロ野球2022（ダイジョーブ博士）
- 鋼の錬金術師 MOBILE（ヴァン・ホーエンハイム）
- タクティクスオウガ リボーン（バールゼフォン・V・ラームズ、モルーバ）
- 機動戦士ガンダム 鉄血のオルフェンズG（デムナー・キタコ・ジュニア）
- Fit Boxing 北斗の拳 〜お前はもう痩せている〜（トキ）

2023年
- 魔界戦記ディスガイア（オープナー、ピーちゃん）
- 魔界戦記ディスガイアRPG（ピーちゃん）
- BLUE PROTOCOL（バシュラール）
- Fate/Grand Order（2023年 - 2024年、プトレマイオス〈老年〉）

2024年
- プロジェクトセカイ カラフルステージ! feat. 初音ミク（2024年 - 2025年、柊修一）
- ポケモンマスターズEX（アオキ）
- カルドアンシェル（剣士フレイリート）
- ロマンシング サガ2 リベンジオブザセブン（レオン）
- 妖怪ウォッチ ぷにぷに（ヴィルヘルム）
- 精霊機フレイリート（剣士フレイリート）

2025年
- みんなのGOLF WORLD（ブルーム）

時期未発表
- キャッ党忍伝てやんでえ（ナレーター）

### 吹き替え

#### 担当俳優
アイアン・ジーリング
- CSI:ニューヨーク6（トム・ウィアー）
- シャークネードシリーズ（フィン・シェパード）
  - シャークネード
  - シャークネード カテゴリー2
  - シャークネード エクストリーム・ミッション
  - シャークネード4
  - シャークネード5 ワールド・タイフーン
  - シャークネード6 ラスト・チェーンソー

- ドミノ（本人役）
- ビバリーヒルズ高校白書＆ビバリーヒルズ青春白書（スティーブ・サンダース）
- ラバランチュラ 全員出動!（フィン・シェパード）

アンディ・ラウ
- 蒼き獣たち（アンディ）
- 獅子よ眠れ（アンディ）
- 七福星（ラッキー）
- 仁義なき抗争（キー）
- ラスト・ブラッド/修羅を追え（ビィ）

ウィリアム・ボールドウィン
- アブノーマル・バケーション 〜ある女優が堕ちるまで〜（ロバート）
- ヴァイラス（スティーブ・ベイカー）※日本テレビ版
- ゴシップガール（ウィリアム・ヴァンダーウッドセン）
- バックドラフト（ブライアン・マカフレイ）※フジテレビ版
- HAWAII FIVE-0（フランク・デラーノ）
- フェア・ゲーム（マックス・カークパトリック）
- フラットライナーズ（ジョー・ハーレー）※日本テレビ版

エリック・ストルツ
- アナコンダ（スティーヴン・ケイル）※テレビ朝日版
- グレイス・オブ・マイ・ハート（ハワード・カザット）
- ザ・フライ2 二世誕生（マーティン・ブランドル）※テレビ朝日版
- メンフィス・ベル（ダニー・ボーイ）※WOWOW版
- ルールズ・オブ・アトラクション（ローソン教授）

キーファー・サザーランド
- 三銃士（アトス）※ソフト版
- 失踪（ジェフ・ハリマン）
- ドク・ソルジャー/白い戦場（ピーター・モーガン）

キアヌ・リーブス
- おもちゃの国のクリスマス（ジャック・フェントン / ジャック・ニンブル）
- 死にたいほどの夜（ハリー）
- スピード（ジャック・トラヴェン）※機内上映版
- ディアボロス/悪魔の扉（ケヴィン・ロマックス）
- ハートブルー（ジョニー・ユタ）※ソフト版

クライヴ・オーウェン
- アメリカン・クライム・ストーリー/弾劾裁判（ビル・クリントン）
- イントルーダーズ（ジョン・ファロウ）
- シャドー・ダンサー（マック）
- シン・シティ（ドワイト）
- デュプリシティ 〜スパイは、スパイに嘘をつく〜（レイ・コヴァル）
- トゥモロー・ワールド（セオ・ファロン）
- ラスト・ナイツ（ライデン）

クリスチャン・スレーター
- インタビュー・ウィズ・ヴァンパイア（ダニエル・マロイ）※フジテレビ版
- カフス!（ジョージ・カフス）
- ジミー・ハリウッド（ウィリアム）
- フラッド（トム）※ソフト版
- ヘッドハンター（ヴィンセント・パーマー）
- ヤングガン2（デイヴ・ルダボウ）※VHS版

C・トーマス・ハウエル
- 侵入者（オスカー）※テレビ東京版
- 侵入者2（マイク）
- 侵入者3（エヴァン・マリノ）
- 追跡/ザ・スイーパー（マーク・ゴダード）※テレビ東京版
- バイスヒート（ミック・カレン）
- ビッグ・フォール（ブレイズ・ライベック）
- ヒッチャーII/心臓“完全”停止（ジム・ハルシー）

グレッグ・キニア
- ふたりにクギづけ（ウォルト・テナー）
- ユー・ガット・メール（フランク・ナバスキー）※フジテレビ版
- ワンス・アンド・フォーエバー（ブルース・クランドール少佐）※ソフト版

コリン・ファレル
- ジャスティス（トーマス・W・ハート中尉）
- タイガーランド（ローランド・ボズ二等兵）
- マイアミ・バイス（ソニー・クロケット）※テレビ東京版

ジェームズ・スペイダー
- ウォール街（ロジャー・バーンズ）※テレビ朝日版
- バッド・インフルエンス/悪影響（マイケル・ボール）
- マネキン（リチャーズ）

ジャッキー・チュン
- いますぐ抱きしめたい（ジャッキー）
- チェイス・フロム・ビヨンド（ボー警部）
- チャイニーズ・ゴースト・ストーリー2（チャオ）※ソフト版
- チャイニーズ・ゴースト・ストーリー3（イン・チェッハー）
- 僕たちは天使じゃない（サン）

ジャンカルロ・エスポジート
- オクジャ/okja（フランク・ドーソン）
- ブレイキング・バッド（グスタヴォ・“ガス”・フリング）
  - ベター・コール・ソウル

- メイズ・ランナー2: 砂漠の迷宮（ホルヘ）
- メイズ・ランナー: 最期の迷宮（ホルヘ）
- CREEPSHOW/クリープショー（ドク）

ジュード・ロウ
- シャーロック・ホームズ（ジョン・ワトソン）※テレビ朝日版
- スターリングラード（ヴァシリ・ザイツェフ）
- ハッカビーズ（ブラッド・スタンド）

ジョン・キューザック
- アイデンティティー（エド）※テレビ東京版
- 大統領の執事の涙（リチャード・ニクソン）※BSジャパン版
- ハイ・フィデリティ（ロブ・ゴードン）

ジョン・ステイモス
- 甘いまなざし（ニック）
- スクリーム・クイーンズ（ブロック・ホルト）
- ビッグショット!（マーヴィン）
- フルハウス（ジェシー・コクラン）
  - フラーハウス

- フレンズ（ザック）
- マペットのホーンテッドマンション（本人）

ダーモット・マローニー
- アサシン 暗・殺・者（J・P）※ソフト版
- インシディアス 序章（ショーン・ブレナー）
- エンジェルス（ロジャーの父親）
- バッド・ガールズ（ジョシュア・マッコイ）※ソフト版

チャーリー・シーン
- アライバル/侵略者（ゼイン・ザミンスキー）
- ウォール・ストリート（バド・フォックス）
- キング・オブ・ポルノ（アーティ・ミッチェル）
- 最'狂'絶叫計画（トム）
- 最終絶叫計画4（トム）
- ザ・ターゲット（ボビー・ビショップ）
- ザ・チェイス（ジャック・ハモンド）※テレビ朝日版
- 三銃士（アラミス）※テレビ朝日版
- ターミナル・ベロシティ（ディッチ・ブロディ）※テレビ朝日版
- チャーリー・シーンのミスター・グッド・アドバイス（ライアン・エドワード・ターナー）
- ネイビー・シールズ（デイル・ホーキンス）※テレビ朝日版
- プラトーン（クリス・テイラー）※テレビ東京版
- フリーマネー（バド・ダイヤストン）
- ポストモーテム 検死台（ジェームズ・マクレガー）
- ホット・ショット（トッパー・ハーレー）※テレビ朝日版
- ホット・ショット2（トッパー・ハーレー）※テレビ朝日版
- ランナウェイ（ジェームズ・ラッセル）
- 若き勇者たち（マット・エッカート）

チャウ・シンチー
- ゴッド・ギャンブラーII（シン）※VHS版
- サンダードラゴン（イン）
- 食神（周）
- チャウ・シンチー 新精武門（ラウ）
- チャウ・シンチー マイヒーロー（シン）
- トリックマスター（ウォン）
- ハッスル・キング（チャン）
- ラッキー・ガイ（ソイ）

チョン・ジニョン
- 王の男（ヨンサングン）
- 風の国（ユリ王）
- ガン&トークス（チョ刑事）
- ラブレイン（ソ・イナ）

ティム・ロビンス
- あなたになら言える秘密のこと（ジョゼフ）
- キャデラック・マン（ラリー）※テレビ東京版
- ザ・プレイヤー（グリフィン・ミル）※テレビ朝日版
- 未来は今（ノーヴィル・バーンズ）※ユニバーサルDVD版

ディラン・マクダーモット
- ゴースト・ハウス（ロイ・ソロモン）
- サバイバー（サム・パーカー）
- スティーブン・キング 血の儀式（ジム・スワン）

デヴィッド・スペード
- クリス・ファーレイはトミーボーイ（リチャード）
- ジョー・ダート 華麗なる負け犬の伝説（ジョー・ダート）
- プロブレムでぶ/何でそうなるの?!（スティーヴ・ドッズ）

トム・クルーズ
- 卒業白書（ジョエル・グッドソン）
- ハスラー2（ヴィンセント）※フジテレビ版
- マイノリティ・リポート（ジョン・アンダートン）

ピアース・ブロスナン
- 007 ナイトファイア（ジェームズ・ボンド）
- 007 エブリシング オア ナッシング（ジェームズ・ボンド）
- ミセス・ダウト（スチュワート・ダンマイア）※テレビ朝日版

フォレスト・ウィテカー
- スピーシーズ 種の起源（ダン・スミスソン）※ソフト版
- フェノミナン（ネイト・ポープ）
- ブローン・アウェイ/復讐の序曲（アントニー・フランクリン）※ソフト版

ブラッド・ピット（ブラッド・ピット本人公認）
- インタビュー・ウィズ・ヴァンパイア（ルイ・デ・ポアント・ドゥ・ラック）※テレビ東京版
- ウォー・マシーン: 戦争は話術だ!（グレン・マクマホン大将）
- ウルフズ（フィクサー）
- F1/エフワン（ソニー・ヘイズ）
- オーシャンズシリーズ（ラスティ・ライアン）
  - オーシャンズ11 ※フジテレビ版
  - オーシャンズ12 ※日本テレビ版
  - オーシャンズ13 ※フジテレビ版

- ザ・ロストシティ（ジャック）
- スパイ・ゲーム（トム・ビショップ）※フジテレビ版
- スリーパーズ（マイケル・サリヴァン）※フジテレビ版
- セブン（デイヴィッド・ミルズ刑事）※テレビ東京版
- セブン・イヤーズ・イン・チベット（ハインリッヒ・ハラー）※フジテレビ版
- ツリー・オブ・ライフ（オブライエン）
- 12モンキーズ（ジェフリー・ゴインズ）※フジテレビ版
- バビロン（ジャック・コンラッド）
- ファイト・クラブ（タイラー・ダーデン）※フジテレビ版
- フューリー（ドン・“ウォーダディー”・コリアー）
- フル・フロンタル（本人役）
- ブレット・トレイン（てんとう虫）
- フレンズ（ウィル・コルベット）
- マネー・ショート 華麗なる大逆転（ベン・リカート）
- マリアンヌ（マックス・ヴァタン）
- Mr.&Mrs. スミス（ジョン・スミス）※日本テレビ版
- ワールド・ウォーZ（ジェリー・レイン）
- ワンス・アポン・ア・タイム・イン・ハリウッド（クリフ・ブース）

ブレンダン・フレイザー
- 愛の落日（アルデン・パイル）
- ギミー・シェルター（トム・フィッツパトリック）
- クラッシュ（リック・カボット）
- 聖なる狂気（ダークリー・ヌーン）
- センター・オブ・ジ・アース（トレバー・アンダーソン）※テレビ朝日版
- ハムナプトラシリーズ（リック・オコーネル）
  - ハムナプトラ/失われた砂漠の都 ※日本テレビ版
  - ハムナプトラ2/黄金のピラミッド ※フジテレビ版・テレビ朝日版
  - ハムナプトラ3 呪われた皇帝の秘宝 ※フジテレビ版

- ブレンダン・フレイザー 追撃者（ジャック）
- マンガー・ブラザーズ（ファーフル）

ベン・アフレック
- グッド・ウィル・ハンティング/旅立ち（チャッキー・サリヴァン）
- 最後の決闘裁判（アランソン伯ピエール2世）
- ジェイ&サイレント・ボブ 帝国への逆襲（ホールデン・マクニール、本人役）※ソフト版
  - ジェイ&サイレント・ボブ リブートを阻止せよ!

- チェイシング・エイミー（ホールデン・マクニール）
- トータル・フィアーズ（ジャック・ライアン）※ソフト版
- ドグマ（バートルビー）
- パール・ハーバー（レイフ・マコーレー）※ソフト版
- 僕を育ててくれたテンダー・バー（チャーリー・モーリンガー）
- ランナーランナー（アイヴァン・ブロック）
- レインディア・ゲーム（ルディ・ダンカン）※テレビ朝日版

ベン・スティラー
- エイリアン バスターズ（エヴァン・トラウトウィグ）
- おまけつき新婚生活（アレックス・ローズ）
- ザ・ロイヤル・テネンバウムズ（チャス・テネンバウム）
- ズーランダー（デレク・ズーランダー）
  - ズーランダー NO.2

- スタスキー&ハッチ（デビッド・スタスキー）
- トロピック・サンダー/史上最低の作戦（タグ・スピードマン）
- ナイト ミュージアム/エジプト王の秘密（ラリー・デイリー）
- ヒュービーのハロウィーン（ハル）
- ヘビーウェイト サマー・キャンプ奪還作戦（トニー・パーキス / トニーの父）
- ミステリー・メン（ミスター・ファリアス “怒れる男” / ロイ）
- ヤング・アダルト・ニューヨーク（ジョシュ）
- LIFE!/ライフ（ウォルター・ミティ）※ザ・シネマ版
- リアリティ・バイツ（マイケル・グレイツ）
- ロックダウン（ガイ）

マーク・ハーモン
- プレシディオの男たち（ジェイ・オースティン）※フジテレビ版
- ポセイドン・アドベンチャー2（ラリー）※TBS版
- ラスベガスをやっつけろ（雑誌記者）※新ソフト版

マーティン・ショート
- インナースペース（ジャック・パター）※TBS版
- サボテン・ブラザース（ネッド・ネーダランダー）※テレビ東京版
- マーズ・アタック!（ジェリー・ロス広報官）※テレビ東京版
- マダガスカル3（ステファノ）

マーティン・ローレンス
- ナッシング・トゥ・ルーズ（テレンス・ポール・デヴィッドソン）
- ブラック・ナイト（ジャマール・ウォーカー）
- ブルー・ストリーク（マイルズ・ローガン）
- リバウンド（ロイ・マコーミック）

マット・ディロン
- イン&アウト（キャメロン・ドレイク）
- 誘う女（ラリー・マレット）
- 死の接吻（ジョナサン・コーリス）※テレビ朝日版
- ジュエルに気をつけろ!（ランディ）

ヨアン・グリフィズ
- キャッスル 〜ミステリー作家は事件がお好き シーズン5 #21（エリック・ヴォーン）
- サンクタム（カール・ハーリー）
- リンガー 〜2つの顔〜（アンドリュー・マーティン）

ルー・ダイアモンド・フィリップス
- ナイトビジョン シーズン1 #2（トム）
- 必殺処刑コップ（ジェフ）※フジテレビ版
- レッド・ウォーター/サメ地獄（ジョン・サンダース）※テレビ東京版

レイ・チーホン
- 男たちの挽歌（シン）※パラマウント版
- ドラゴン・フォーシリーズ（親玉）
  - ドラゴン・フォー 秘密の特殊捜査官/隠密
  - ドラゴン・フォー2 秘密の特殊捜査官/陰謀
  - ドラゴン・フォー3 秘密の特殊捜査官/最後の戦い

レオン・カーフェイ
- エレクション（ディー）
- コールド・ウォー 香港警察 二つの正義（M・B・リー）
  - コールド・ウォー 香港警察 堕ちた正義（M・B・リー）

- THE MYTH/神話（ウィリアム）
- さらば英雄/愛と銃撃の彼方に（シェン）
- タイガー・マウンテン 雪原の死闘（ツイ・サンイエ）
- TAICHI/太極 ゼロ（チェン・チャンシン）
- TAICHI/太極 ヒーロー（チェン・チャンシン）
- たまゆらの女（チェン・チン）
- 封神伝奇 バトル・オブ・ゴッド（紂王）
- 炎の大捜査線（ウェイ）

ロブ・シュナイダー
- デュース・ビガロウ、激安ジゴロ!?（デュース・ビガロウ）
  - デュース・ビガロウの旅ジゴロ

- ノック・オフ（トミー・ヘンドリックス）※テレビ東京版
- ヒュービーのハロウィーン（リッチー・ハートマン）
- ホット・チック（クライヴ・マックストーン）

#### 映画
- アート・オブ・ウォー（ニール・ショー〈ウェズリー・スナイプス〉）※テレビ朝日版
- アイガー北壁（アーラウ〈ウルリッヒ・トゥクル〉[355]）
- 愛がこわれるとき（ベン・ウッドワード〈ケヴィン・アンダーソン〉）※テレビ朝日版
- アイス・クエイク（ビル・ヒューズ大佐〈ヴィクター・ガーバー〉）
- アイスマン 超空の戦士（ホー・イン〈ドニー・イェン〉）
- 愛と哀しみの果て（ブロル・フォン・ブリクセン〈クラウス・マリア・ブランダウアー〉）※ソフト版
- アウト・オブ・サイト（スヌーピー〈ドン・チードル〉）※日本テレビ版
- 悪魔たち、天使たち（ダン・マッキャン〈トム・ウッド〉）
- アメリカン・グラフィティ（カート・ヘンダーソン〈リチャード・ドレイファス〉）※BD版、（アンツ〈ボー・ジェントリー〉、ズードー）※TBS版
- アメリカン・パロディ・シアター（医師〈グリフィン・ダン〉、リック・ラディニッツ〈ロバート・ピカード〉、グリフィン〈エド・ベグリー・ジュニア〉）
- アンドリューNDR114（アンドリュー〈ロビン・ウィリアムズ〉）※日本テレビ版
- イナフ（ミッチ・ヒラー〈ビリー・キャンベル〉）※ソフト版
- イフ・アイ・ステイ 愛が還る場所（デニー〈ジョシュア・レナード〉）
- いまを生きる（チャーリー・ダルトン / ヌワンダ〈ゲイル・ハンセン〉）※ソフト版
- インターセプター（クリス・ウィンフィールド〈アンドリュー・ディヴォフ〉）※テレビ東京版
- インディ・ジョーンズ/最後の聖戦（ロスコー〈ブラッドリー・グレッグ〉）※フジテレビ版
- イントルーダー 怒りの翼（ジャック'レイザー'バーロウ中尉）※フジテレビ版
- インビジブル・スパイ（イップ〈フランシス・ン〉[356]）
- インファナル・アフェアIII 終極無間（ヨン〈レオン・ライ〉）※BSジャパン版
- ウーマン・オン・トップ（クリフ・ロイド〈マーク・フォイアスタイン〉）
- ウインズ（ウィル・パーカー〈マシュー・モディーン〉）
- ウェインズ・ワールド（ガース・アルガー〈ダナ・カーヴィ〉）
- ウェインズ・ワールド2（ガース・アルガー〈ダナ・カーヴィ〉）
- ウェディング・シンガー（ロビー・ハート〈アダム・サンドラー〉）※ソフト版
- 裏窓の女 -甘い嘘-（ジャン・ドルセ〈ジャン＝ユーグ・アングラード〉）
- 噂のテディ・ロビン/美女・美女スパイにご用心!（テリー〈テディ・ロビン・クァン〉）
- 運命を分けたザイル（サイモン・イェーツ）
- 英国王のスピーチ（ジョージ6世〈コリン・ファース〉[357]）
- 80デイズ（フィリアス・フォッグ〈スティーヴ・クーガン〉）※テレビ東京版
- エグゼクティブ・コマンド（リック・ハーディング博士〈マイケル・ダディコフ〉）※フジテレビ版
- エベレスト 3D（ベック・ウェザーズ〈ジョシュ・ブローリン〉[358]）
- エボリューション（アイラ・ケイン〈デイヴィッド・ドゥカヴニー〉）※日本テレビ版
- エリン・ブロコビッチ（ジョージ〈アーロン・エッカート〉）※テレビ朝日版
- エルム街の悪夢4 ザ・ドリームマスター 最後の反撃（リック・ジョンソン）
- エンジェルス（ウィット・ベース〈ニール・マクドノー〉）
- エンド・オブ・ザ・ワールド（ピーター・ホームズ大尉）
- エンドレス・ラブ（ボブ・クラーク）※日本テレビ版
- エンドレス・ラブ〜17歳の止められない純愛（ヒュー・バターフィールド〈ブルース・グリーンウッド〉）
- OK牧場の決斗（ビリー・クラントン〈デニス・ホッパー〉）※テレビ朝日新録版
- オーバー・サマー 爆裂刑事（マイク〈フランシス・ン〉）
- オールド・ボーイ（パク・チョルン〈オ・ダルス〉）
- 王になった男（ホ・ギュン〈リュ・スンリョン〉）※ソフト版
- 王妃マルゴ（ラ・モール伯爵〈ヴァンサン・ペレーズ〉）
- 男は死んで血を流せ（ボビー〈エヴェレット・メンデス〉）
- 踊る大紐育（チップ〈フランク・シナトラ〉）※日本テレビ版
- オレはギャング ガーディニア（ジアンニ、ピアニスト、紳士客1、ボーイ、ラジオアナ）
- オンリー・ユー（ピーター・ライト〈ロバート・ダウニー・ジュニア〉）
- カー・ウォッシュ
- ガール6（マーレー〈ジョン・タトゥーロ〉）
- 壊滅暴風圏/カテゴリー6（ミッチ・ベンソン〈トーマス・ギブソン〉）※テレビ東京版
- 彼女は夢見るドラマ・クイーン（スチュー・ウルフ〈アダム・ガルシア〉）
- カポネ（フォンス / アル・カポネ〈トム・ハーディ〉）
- カムバック・トゥ・ハリウッド!!（レジー〈モーガン・フリーマン〉）
- ガンジー（ヴィンス・ウォーカー〈マーティン・シーン〉）※ソフト版
- カンフーキッド2/悪ガキ6人衆（刑務所長）※VHS版
- カンフーシェフ（ホアン・ピンイー〈サモ・ハン・キンポー〉）
- 危険な天使たち（イカサマ〈金城武〉）
- ギフト（バディ・コール〈ジョヴァンニ・リビシ〉）
- 気まぐれな狂気（レイモンド・レンベッキ〈ヴィンセント・ギャロ〉）
- 君がいた夏（少年時代のアラン〈ジョナサン・シルヴァーマン〉）
- 君が、嘘をついた。（ザック〈ジャン＝ユーグ・アングラード〉）
- キャットウーマン（トム・ローン〈ベンジャミン・ブラット〉）※テレビ朝日版
- キャプテン・アメリカ 卍帝国の野望（キャプテン・アメリカ / スティーブ・ロジャース〈マット・サリンジャー〉）
- ギャング・イン・ニューヨーク（アンジェロ・ルッジェーロ〈プルイット・テイラー・ヴィンス〉）
- 恐怖の人食い魚群/キラーフィッシュ（ベン〈チコ・アラゴ〉）
- キョンシー大魔王（阿光〈アンソニー・タン〉）
- キリングストリート（クリス/クレッグ・ブラント大尉〈マイケル・パレ〉）※テレビ東京版
- キルスティン・ダンストの大統領に気をつけろ!（カール・バーンスタイン〈ブルース・マックロック〉）
- 疑惑の影（チャールズ・オークリー〈ジョゼフ・コットン〉）※BD版
- 銀河ヒッチハイク・ガイド（エディ〈トーマス・レノン〉）
- キングコング2 ※テレビ朝日版
- キング・ソロモンの秘宝2/幻の黄金都市を求めて（ロブソン・クォーターメイン〈マーティン・ラベット〉）※テレビ朝日版
- 禁断のインモラル ※テレビ東京版
- グーニーズ（フランシス・フラッテリー〈ジョー・パントリアーノ〉[359]）※ソフト版
- クール・ランニング（サンカ・コフィ〈ダグ・E・ダグ〉）※日本テレビ版
- クイックシルバー（ケリー・パーカー / ビル・ホーガン〈ラファエル・スバージ〉）
- 9時から5時まで（エディ・スミス）
- グッド・バッド・ウィアード（ユン・テグ〈ソン・ガンホ〉）
- グリース2（グース・マッケンジー〈クリストファー・マクドナルド〉）
- グリーンマイル（“ワイルド・ビル” ウォートン〈サム・ロックウェル〉）※フジテレビ版
- クリスティーン（デニス・ギルダー〈ジョン・ストックウェル〉）※テレビ朝日版
- グレート・ブルー（ロベルト〈マルク・デュレ〉）テレビ朝日版
- クレイヴン・ザ・ハンター（アレクセイ・シツェビッチ / ライノ〈アレッサンドロ・ニヴォラ〉[360]）
- グレイストーク -類人猿の王者- ターザンの伝説（ターザン / ジョン・クレイトン〈クリストファー・ランバート〉）※テレビ朝日版
- グレムリン（ジェラルド〈ジャッジ・ラインホルド〉）※テレビ朝日版
- クロコダイル・ダンディー2（ラット〈ジェイス・アレクサンダー〉、ガルシア）※フジテレビ版
- ゲーム（コンラッド・ヴァン・オートン〈ショーン・ペン〉）※テレビ朝日版
- 激流（ウェイド〈ケヴィン・ベーコン〉）※テレビ朝日版
- コーキー・ロマーノ FBI潜入捜査官?（ポーリー・ロマーノ〈ピーター・バーグ〉）
- ゴースト/ニューヨークの幻（サム・ウィート〈パトリック・スウェイジ〉）※テレビ朝日版
- ゴースト・パパ（トニー・リッカー〈ダナ・アシュブルック〉）
- コードネームはファルコン（クリストファー・ボイス“ファルコン”〈ティモシー・ハットン〉）
- コーラスライン（ポール・サンマルコ）
- コイサンマン（マテオ〈エリック・ボーエン〉）※TBS版
- 恋する人魚たち
- 恋のスクランブル（スキップ〈ロブ・ロウ〉）
- 恋のゆくえ/ファビュラス・ベイカー・ボーイズ ※テレビ東京版
- 氷の接吻（EYE〈ユアン・マクレガー〉）※ソフト版
- 氷の微笑2（マイケル・グラス〈デヴィッド・モリッシー〉）
- GODZILLA（ビクター・パロッティ〈ハンク・アザリア〉）[11]
- ゴッド・ギャンブラー レジェンド（コー〈ガオ・フー〉）
- コルト45 孤高の天才スナイパー（ミロ〈ジョーイ・スタール〉）
- コンゴ（エディ・ヴェントロ〈ジョー・パントリアーノ〉）※フジテレビ版
- サーフィン ドッグ（マーマデューク〈オーウェン・ウィルソン〉）
- 最'愛'絶叫計画（フランク・ジョーンズ〈エディ・グリフィン〉）
- サイコ（サミュエル・ルーミス〈ヴィゴ・モーテンセン〉）
- サイコパス（トレイ・キャンベル〈パトリック・マルドゥーン〉）
- 最終絶叫計画4（トム・ライアン〈クレイグ・ビアーコ〉）
- サイバーテックP.D.（ヒロシ・タケムラ）
- サイレント・ワールド（トム・パーカー〈ディーン・ケイン〉）
- ザ・インターネット（デイル・ヘスマン〈レイ・マッキノン〉）※フジテレビ版
- サウンド・オブ・サンダー（トラヴィス・ライヤー〈エドワード・バーンズ〉）
- ザ・ダイバー/炎の脱出（ペンブローク〈リー・ヴィング〉）
- 殺意の雨音（ロバート〈ジョン・パイパー＝ファーガソン〉）
- 殺人核弾頭キングコブラ（フランクリン・ブラックストーン〈ハンク・チェイン〉）
- 殺人マシーン/デストロイヤー（デビッド〈クレイトン・ローナー〉）
- ザ・デプス（ジム・リチャードソン〈マット・マッコイ〉）
- サハラ 死の砂漠を脱出せよ（ザテッド・カジーム将軍〈レニー・ジェームズ〉）※テレビ東京版
- ザ・ファーム 法律事務所（ラマー・クイン〈テリー・キニー〉）※フジテレビ版
- ザ・ファントム（キット・ウォーカー/ファントム〈ビリー・ゼイン〉）※テレビ朝日版
- サボタージュ（ビショップ〈マーク・ダカスコス〉）※フジテレビ版
- サマー・オブ・サム（ヴィニー〈ジョン・レグイザモ〉）
- ザ・マーダー（ジャック・ヴァードン〈レイ・リオッタ〉）
- ザ・メイカー（ウォルター・シュマイズ〈マシュー・モディーン〉）
- THE MOON（キム・ジェグク〈ソル・ギョング〉[361]）
- サンダー2/怒りの逆襲
- サンダーアーム/龍兄虎弟（アラン〈アラン・タム〉）※テレビ朝日版
- ジェヴォーダンの獣（グレゴワール・ド・フロンサック〈サミュエル・ル・ビアン〉）
- ジキルとハイド爆笑大作戦
- ジキル博士はミス・ハイド（リチャード・ジャックス〈ティモシー・デイリー〉）※フジテレビ版
- 地獄の女スーパーコップ
- 地獄の殺人救急車/狙われた金髪の美女（ジョシュア・ベイカー〈エリック・ロバーツ〉）
- 地獄の黙示録 完全版（ベンジャミン・L・ウィラード大尉〈マーティン・シーン〉）
- 地獄のリベンジャーコップ（ファスター・ブラウン〈ヴィンセント・クレイグ・デュプリー〉）
- シザーハンズ（ジム〈アンソニー・マイケル・ホール〉）※ソフト版
- 静かなる男（ショーン・ソーントン〈ジョン・ウェイン〉）※スター・チャンネル版
- 七福星（舞台監督〈ビリー・ラウ〉、ロッタ〈アンソニー・チェン〉）
- 実録・詐欺!金塊100万$（ピーター〈トニー・リッカーズ〉）
- 6デイズ/7ナイツ（フランク・マーティン〈デヴィッド・シュワイマー〉）※ソフト版
- ジム・ヘンソンのウィッチズ/大魔女をやっつけろ!（ストリンガー〈ローワン・アトキンソン〉）
- ジャーニーズ・エンド（ヒバート少尉）
- ジャッキー・チェンの醒拳（チン〈ハン・クォツァイ〉）※日本テレビ版
- シャッフル2 エクスチェンジ（ローマン〈リー・ペイス〉）
- シャドーチェイサー/地獄の殺戮アンドロイド
- シャンハイ・ナイト（ウー・チョウ〈ドニー・イェン〉）
- シャンハイ・ヌーン（ロイ・オバノン〈オーウェン・ウィルソン〉）※テレビ朝日版
- ジュラシック・ワールド（ヘンリー・ウー〈B・D・ウォン〉[362]）※日本テレビ版
- ジョーズ（マット・フーパー〈リチャード・ドレイファス〉）※ソフト版・テレビ東京版
- ジョーズ2（ジェフ・ヘンドリックス〈ジェフリー・クレイマー〉[363]）※BSテレ東版
- ジョーズ・アタック2（ボブ・ホーガン）
- 少林サッカー（魔の手〈チャン・クォックァン〉）※インターナショナル版
- ジョン・ウィックシリーズ
  - ジョン・ウィック（ヴィゴ〈ミカエル・ニクヴィスト〉、シャロン〈ランス・レディック〉）
  - ジョン・ウィック:チャプター2（シャロン〈ランス・レディック〉[364]）
  - ジョン・ウィック:パラベラム（シャロン〈ランス・レディック〉[365]）
  - ジョン・ウィック:コンセクエンス（シャロン〈ランス・レディック〉[366]）
- シンクロナイズドモンスター（オスカー〈ジェイソン・サダイキス〉）
- シン・シティ 復讐の女神（ドワイト〈ジョシュ・ブローリン〉）
- 新生人 Mr.アンドロイド（ジェフ/ユリシーズ〈ジョン・マルコヴィッチ〉）※テレビ東京版
- 人生、サイコー!（デヴィッド〈ヴィンス・ヴォーン〉）
- 人生は、奇跡の詩（アッティリオ・デ・ジョバンニ〈ロベルト・ベニーニ〉）
- スーパー・タッチダウン（ジャーヴィス・エジソン〈ジェイソン・ベイトマン〉）
- スーパー・マグナム（ヘルモサ）※テレビ朝日版
- スーパーマンⅣ/最強の敵（レニー〈ジョン・クライヤー〉）
- スキップ・トレース（コナー〈ジョニー・ノックスビル〉[367]）
- スキンウォーカー・プロジェクト（キャメロン）
- スター・ウォーズ エピソード4/新たなる希望 特別篇（ハン・ソロ〈ハリソン・フォード〉）※日本テレビ版
- スター・ウォーズ エピソード5/帝国の逆襲（ウェス・ジャンセン〈イアン・リストン〉、ダック・ラルター〈ジョン・モートン〉）※日本テレビ版
- スター・ファイター（ジャック・ブレイク〈ピーター・ネルソン〉）
- スターリングラード（ダニロフ〈ジョセフ・ファインズ〉）※ソフト版
- スタンド・バイ・ミー（ビリー・テシオ〈ケイシー・シーマツコ〉）※フジテレビ版
- ステイン・アライブ（カール〈フランク・スタローン〉）
- ステルスvsステルス エグゼクティブ・コマンド（ヴィンス・コナーズ〈マイケル・ダディコフ〉）
- ストリートファイター（リュウ・ホシ〈バイロン・マン〉）※ソフト版
- スピード2（ダンテ）※フジテレビ版
- スフィア（テッド・フィールディング博士〈リーヴ・シュレイバー〉）
- スペースキャンプ ※テレビ朝日版
- スランバーランド（ピーター〈カイル・チャンドラー〉）
- スリーピー・ホロウ（イカボッド・クレーン〈ジョニー・デップ〉）※テレビ東京版
- スリーメン&リトルレディ（マイケル〈スティーヴ・グッテンバーグ〉）※日本テレビ版
- 世界でいちばんのイチゴミルクのつくり方（銀色団支社長）
- セクレタリアト/奇跡のサラブレッド（ジャック・トゥイーディ〈ディラン・ウォルシュ〉）
- セブン・イヤーズ・イン・チベット（ンガプー・ンガワン・ジクメ〈B・D・ウォン〉）※ソフト版
- ゼロの未来（マネージメント〈マット・デイモン〉）
- 戦争のはらわたII（フォン・シュトランスキー少佐〈ヘルムート・グリーム〉[368]）
- 捜査官ジーナ（ウィル・マッケイド〈ジェフ・フェイヒー〉）
- ソウル・サーファー（トム・ハミルトン〈デニス・クエイド〉）
- 続・少林寺三十六房（チャンチェ〈リュー・チャーフィー〉）
- ゾンビーノ（ビル・ロビンソン〈ディラン・ベイカー〉）
- ダークシティ（ジョン・マードック〈ルーファス・シーウェル〉）
- ダークライト（ウィリアム〈リチャード・バージ〉）
- ダーティ・シェイム（ルイス）
- ターナー&フーチ/すてきな相棒（スコット・ターナー〈トム・ハンクス〉）※テレビ朝日版・機内上映版
- ダイアリー 第3章 アンナの戯れ（レオナルド）
- ダイアリー 第4章 アンナの吐息（警察官）
- タイタニック（ブロック・ラベット〈ビル・パクストン〉）※フジテレビ版
- ダイ・ハード（セオ〈クラレンス・ギルヤード・Jr〉）※機内上映版
- ダイブ/深海からの帰還（ロルフ）
- ダウンタウン（アレックス・カーニー巡査〈アンソニー・エドワーズ〉）
- ただ悪より救いたまえ（インナム〈ファン・ジョンミン〉[369]）
- 007/消されたライセンス（トルーマン・ロッジ〈アンソニー・スターク〉）※TBS版
- ダブル・ミッション（ポルダーク）
- チーム★アメリカ/ワールドポリス（ジョー〈トレイ・パーカー〉）
- 小さな贈りもの（ティップ・タッカー〈マシュー・マコノヒー〉）
- 地球で最後の男（神父）
- チャップリンの駈落（求婚者〈チャールズ・チャップリン〉）
- チャップリンの質屋（質屋の店員〈チャールズ・チャップリン〉）
- 超時空兵団APEX（ラシャード）
- ツイスター2010（マット〈キャメロン・バンクロフト〉）
- 追跡者（ジョン・ロイス外交保安局捜査官〈ロバート・ダウニー・ジュニア〉）※ソフト版
- ツイン・ドラゴン（ターザン〈テディ・ロビン・クァン〉）※ソフト版
- 冷たい嘘（ジェイ〈ピーター・サースガード〉）
- D&D 完全黙秘（クン・ウェイ〈ジェット・リー〉）
- デスペラード（ブシェミ〈スティーヴ・ブシェミ〉）※テレビ朝日版
- テックス（メイソン・マコーミック）
- デビルスピーク（チャーリー〈ローレン・レスター〉）
- デューン/砂の惑星（少年）※日本テレビ版
- DOOM（ジョン・グリム〈カール・アーバン〉）
- トゥームレイダー（アレックス・ウェスト〈ダニエル・クレイグ〉）※フジテレビ版
- トゥルーマン・ショー（トゥルーマン・バーバンク〈ジム・キャリー〉）※ソフト版
- 特攻野郎Aチーム THE MOVIE（“フェイス” テンプルトン・ペック中尉〈ブラッドリー・クーパー〉[370]）
- トム・クルーズ/栄光の彼方に（シャドー〈レオン〉）
- ドラゴンゲート 空飛ぶ剣と幻の秘宝（ワン・ユーロウ〈リュー・チャーフィー〉）
- ドラゴンハート 新たなる旅立ち（オズリック）
- ドラゴン/ブルース・リー物語（ブルース・リー〈ジェイソン・スコット・リー〉）※テレビ朝日版
- ドラゴンロード（実況アナウンサー[371]）※ソフト版
- 鳥（ミッチ・ブレナー〈ロッド・テイラー〉）※BD版
- ドリーム・シナリオ（リチャード〈ディラン・ベイカー〉[372]）
- トワイライト・ウォリアーズ 決戦! 九龍城砦（龍捲風〈ルイス・クー〉[373]）
- ナイト・オブ・ザ・リビングデッド 最終版（ジョニー〈ラッセル・ストライナー〉）
- 9デイズ（シール〈ガブリエル・マクト〉）※ソフト版
- ナニー・マクフィーと空飛ぶ子ブタ（グレイ卿〈レイフ・ファインズ〉）
- 名もなきアフリカの地で（ヴァルター・レドリッヒ〈メラーブ・ニニッゼ〉）
- 29歳からの恋とセックス（レニー〈ビル・プルマン〉）
- 2番目に幸せなこと（ロバート・ウィテカー〈ルパート・エヴェレット〉）
- ニンジャII/修羅ノ章（デイヴ・ハッチャー）
- ネバーエンディング・ストーリー3（スリップ〈ジャック・ブラック〉）※テレビ朝日版
- ネバー・サレンダー 肉弾凶器（ベネット〈マヌー・ベネット〉）※テレビ東京版
- ノース 小さな旅人（アーサー・ベルト〈ジョン・ロヴィッツ〉）
- NOセックス、NOライフ!（トム〈デイヴィッド・ドゥカヴニー〉）
- ノーバディーズ・フール（ピーター・サリヴァン〈ディラン・ウォルシュ〉）
- ノーマンズ・ランド（ベンジー・テイラー〈D・B・スウィーニー〉）※テレビ朝日版
- ノーラヴ・ノーライフ（ロブ〈ロブ・ロウ〉）
- ノンストップ・ガール（カール・ハウエル〈ルーク・ウィルソン〉）
- バーグラント（グラハム・クラカウスキー〈ビル・パクストン〉）
- ハードキャンディ（ジェフ・コールヴァー〈パトリック・ウィルソン〉）
- ハーモニー・オブ・ザ・デッド（ジャック〈ジェフリー・ドノヴァン〉）
- バーンチェイサー（イアン〈ケン・デュケン〉）
- バイオニック・ジェミー 蘇った地上最強の美女（マイケル・オースティン）
- バイオレンス・コップ/復讐計画（ソフト〈バリー・ウォン〉）
- バイオハザード: ウェルカム・トゥ・ラクーンシティ（ブライアン・アイアンズ〈ドナル・ローグ〉[374]）
- バカルー・バンザイの8次元ギャラクシー（リノ・ネバダ）
- はじまりのうた（ダン〈マーク・ラファロ〉）
- バスカヴィルの獣犬（ジャック・ステープルトン〈リチャード・E・グラント〉）
- 裸の銃を持つ逃亡者（オロノ）
- バタリアン（スクーズ）
- バックファイヤー!（ジェレミー〈ジョン・モスビー〉）
- バットマン リターンズ（チップ・シュレック〈アンドリュー・ブリニアースキー〉）※テレビ朝日版
- ハッピー・フライト（スティーヴ・ベンチ〈ロブ・ロウ〉）
- ハドソン・ホーク（スニッカーズ〈ドン・ハーヴェイ〉）※フジテレビ版
- パニック・エレベーター（カール〈エイダン・ギレン〉）
- パパとマチルダ（タニー・ニューランド〈スティーヴン・ボールドウィン〉）
- ハロウィンII（ジミー・ロイド〈ランス・ゲスト〉）
- ハロウィン4 ブギーマン復活（ブレイディ〈サッシャ・ジェンソン〉）※VHS版
- 晩秋（ビリー・トレモント〈イーサン・ホーク〉）※VHS版
- ハンバーガー・ヒル（ヴィンセント・“アルファベット”・ラングイリ〈アンソニー・バリル〉）
- ビッグ（ジョッシュ・バスキン〈トム・ハンクス〉）※ソフト版
- 人質 韓国トップスター誘拐事件（俳優ファン・ジョンミン〈ファン・ジョンミン〉[375]）
- ビバリーヒルズ・コップ3（サージ〈ブロンソン・ピンチョット〉）※ソフト版
  - ビバリーヒルズ・コップ: アクセル・フォーリー[376]
- 百一夜（ジェラール・ドパルデュー、ベベル教授〈ジャン＝ポール・ベルモンド〉）
- ビヨンド・ワルキューレ カリーニングラードの戦い（ブラックバーン大尉〈ショーン・パトリック・フラナリー〉）
- ファースト・キッド/僕のパパは大統領（ダッシュ）
- ファイナル・ドラゴン（柳青衣〈マー・ケイ〉[377]）
- ファニーゲーム U.S.A.（ジョージ〈ティム・ロス〉）
- ファングルフ/月と心臓（アンディ・マクダーモット〈トム・エベレット・スコット〉）※テレビ東京版
- ファンタジー・フォックス・ストーリー（ロバート〈フランキー・チャン〉）
- ファンハウス/惨劇の館（リッチー・アタベリー）
- フィールド・オブ・ドリームス（アーチー・グラハム〈フランク・ホエーリー〉）※VHS版・日本テレビ版
- フィオナが恋していた頃（キアレン・オデイ〈エイダン・クイン〉）
- フィスト・オブ・レジェンド/怒りの鉄拳（ティンヤン〈チン・シュウホウ〉）
- フィラデルフィア・エクスペリメント（ジム・パーカー〈ボビー・ディ・シッコ〉）※テレビ朝日版
- フューネラル（チェズ〈クリス・ペン〉）
- プライベート・ライアン（ダニエル・ジャクソン二等兵〈バリー・ペッパー〉）※ソフト版
- ブラボー火星人2000（ティム・オハラ〈ジェフ・ダニエルズ〉）
- ブルーサンダー（リチャード・ライマングッド巡査〈ダニエル・スターン〉）※フジテレビ版
- ブルドッグ（ハリウッド・ジャック〈ティモシー・オリファント〉）※テレビ東京版
- ページマスター（ジキル博士 / ミスター・ハイド〈レナード・ニモイ〉）
- ベイビーズ・デイアウト/赤ちゃんのおでかけ（ベニントン・コットウェル〈マシュー・グレイヴ〉）
- ペギー・スーの結婚（マイケル・フィッツシモンズ〈ケヴィン・J・オコナー〉）
- ベスト・キッド（ボビー・ブラウン）※テレビ朝日版
- ベスト・フレンズ・ウェディング（ジョージ〈ルパート・エヴェレット〉）※ソフト版
- ヘルハザード/禁断の黙示録（ロニー・ペック〈ロバート・ロマナス〉）
- ベルリンファイル（リ・ハクス大使〈イ・ギョンヨン〉）
- 変身パワーズ（ピスタチオ〈ダナ・カーヴィ〉）
- ホーム・アローン3（ジャック・プルット〈ケヴィン・キルナー〉）※フジテレビ版
- BONES ボーンズ（ジミー・ボーンズ〈スヌープ・ドッグ〉）
- ボイリング・ポイント/沸騰（アリステア・スカイ〈ジェイソン・フレミング〉）
- 暴走機関車（バック〈エリック・ロバーツ〉）※テレビ朝日版
- ホステージ（ウォルター・スミス〈ケヴィン・ポラック〉）※テレビ朝日版
- ポセイドン・アドベンチャー（リナーコス）※BS-TBS版
- ホット・ショット（ピート・トンプソン）※ソフト版
- ホッファ/JFKが最も恐れた男（ロバート・ケネディ司法長官〈ケヴィン・アンダーソン〉）
- 炎のエクスタミネーター/非情の黙示録（サミー・チン）
- 炎の戦線エル・アラメイン（リッツォ軍曹〈ピエルフランチェスコ・ファヴィーノ〉）
- ポリスアカデミー（ラーヴェル・ジョーンズ〈マイケル・ウィンスロー〉）
- ポリスアカデミー777/モスクワ大作戦!!（カイル・コナーズ〈チャーリー・シュラッター〉）※ソフト版
- ポリス・ストーリー/香港国際警察（署長）※テレビ朝日版
- ポリス・ストーリー/レジェンド（ウー・ジアン〈リウ・イエ〉）
- ボンバー・ライダーズ（ブルックス〈ジャスティン・ラザード〉）
- マーウェン（マーク・ホーガンキャンプ〈スティーヴ・カレル〉）
- マーサ・ミーツ・ボーイズ（ダニエル〈トム・ホランダー〉）
- マーシャル博士の恐竜ランド（ウィル・スタントン〈ダニー・マクブライド〉）
- マイ・ガール（ジャスティン〈トム・ヴィラード〉）※ソフト版
- マイ・ハート マイ・ラブ（ジャド・テンプルトン〈ロビー・ベンソン〉）
- マイ・ハート、マイ・ラブ（トレント〈ジョン・スチュワート〉）
- マッハ!!!!!!!!（ペン）
- マペットシリーズ
  - マペットの宝島（クルーレス、ジェリー、観光客ネズミ）
  - マペットのホーンテッドマンション（ジョン・ステイモス）
- マネーボール（ジョン・ヘンリー〈アーリス・ハワード〉）
- マリー・ミー（ジミー・ファロン）
- Mr.&Mrs. スパイ（ティム・ジョーンズ〈ジョン・ハム〉）
- ミスト（デヴィッド・トレイトン〈トーマス・ジェーン〉）
- ミッション:インポッシブル（ジャック〈エミリオ・エステベス〉）※フジテレビ版
- ミッション:15（アンドリューズ〈ジェームズ・フレイン〉）
- ミッドナイト・アフター（ファ〈サイモン・ヤム〉）
- ミッドナイト・サン 〜タイヨウのうた〜（ジャック〈ロブ・リグル〉[378]）
- ミュータント・タートルズ（レオナルド）※フジテレビ版
- ミラクル・ボーイ/消えてのぞいてサァ大変!（グローヴァー・ダン）
- ムトゥ 踊るマハラジャ（ムトゥ〈ラジニカーント〉[379]）
- 無名家族/復讐の狼たち（サイ〈ウィルソン・ラム〉）
- 名犬ラッシー/ラッシーの“クーガーはともだち”（リック・ドーソン〈レス・ブラウン・Jr〉）※VHS版
- メイド・イン・マンハッタン（クリス・マーシャル〈レイフ・ファインズ〉）※ソフト版
- メイフィールドの怪人たち ※テレビ朝日版
- めぐり逢えたら（ウォルター〈ビル・プルマン〉）※フジテレビ版
- メジャーリーグ2（ウィリー・メイズ・ヘイズ〈オマー・エップス〉）
- メジャーリーグ3（レナード・ハフ）
- メタル・ブルー（マット・クーパー〈マーク・ハンフリー〉）
- メンフィス・ベル（ルーク・シンクレア〈テイト・ドノヴァン〉）※VHS版
- モーガン夫人の秘密（ルイス・モーガン〈ジェイソン・クラーク〉）
- モンキー・リーグ/史上最強のルーキー登場（カービー）
- 野獣教師（ジョーイ・シックス〈レイモンド・クルス〉）※フジテレビ版
- ヤングマスター 師弟出馬（タイガー〈ウェイ・ペイ〉[380]）※ソフト版
- U-571（ピート・エメット大尉〈ジョン・ボン・ジョヴィ〉）※テレビ朝日旧録版
- U・ボート（ヴェルナー少尉〈ヘルベルト・グレーネマイヤー〉）※テレビ東京版
- 誘拐騒動/ニャンタッチャブル（ジーク〈ダグ・E・ダグ〉）※VHS版
- 幽幻道士4（メイの義理の兄）
- ラヴソング（シウクワン〈レオン・ライ〉）
- ラストソルジャー（タリス〈ドン・ウィルソン〉）
- ラスト・チャンスをあなたに（ゲリー〈アンディ・ガルシア〉）
- ラスト・ヒーロー・イン・チャイナ 烈火風雲（フー〈レオン・カーヤン〉）※VHS版
- ラスベガスをやっつけろ（ラセルダ〈クレイグ・ビアーコ〉）※新ソフト版
- ラピッド・ファイアー（ジェイク・ロー〈ブランドン・リー〉）※テレビ朝日版
- ラビリンス/魔王の迷宮（ルド）※ソフト版
- ランボー ラスト・ブラッド（ウーゴ・マルティネス〈セルヒオ・ペリス＝メンチェータ〉[381]）※BSテレ東版
- リーサル・ウェポン2/炎の約束（ニック・マータフ〈デイモン・ハインズ〉）※TBS版
- リーサル・ウェポン3（ニック・マータフ〈デイモン・ハインズ〉）※ソフト版
- リアル・スティール（フィン〈アンソニー・マッキー〉）
- リップスティック（ゴードン・スチュアート〈クリス・サランドン〉）※テレビ東京版
- リピーテッド（ベン〈コリン・ファース〉）
- ル・ブレ（フランシス・レジオ〈ブノワ・ポールヴールド〉）
- 霊幻道士6 史上最強のキョンシー登場!!（アフ）
- レイダース/失われたアーク《聖櫃》（アラブ人剣士〈テリー・リチャーズ〉、ドイツ兵）※日本テレビ版
- レコニング・デイ（エド）
- レジェンド 狂気の美学（レジー・クレイ〈トム・ハーディ〉）
- レッド・ブロンクス（トニー）※テレビ東京版
- レディホーク（フィリップ〈マシュー・ブロデリック〉）※テレビ朝日版
- ローマの休日（ジョー・ブラッドレー〈グレゴリー・ペック〉[382]）※N.E.M版
- ロケッティア（クリフ・シーコード〈ビリー・キャンベル〉）※テレビ朝日版
- ロスト・イン・スペース（ダン・ウェスト〈マット・ルブランク〉）※日本テレビ版
- ロスト・ハイウェイ（ピート・デイトン〈バルサザール・ゲティ〉）
- ロブ・ロイ/ロマンに生きた男（アーチボルト・カニンガム〈ティム・ロス〉）
- ロミオとジュリエット（マキューシオ〈ジョン・マケナリー〉）※テレビ東京版
- ワーキング・ガール（ティム・ローク〈ジェフリー・ノードリング〉）※テレビ朝日版
- ワイルド・スピード（ブライアン・オコナー〈ポール・ウォーカー〉）※テレビ朝日版
- ワイルド・スピードX2（ブライアン・オコナー〈ポール・ウォーカー〉）※テレビ朝日版
- 私の頭の中の消しゴム（ソ・ヨンミン室長〈ペク・チョンハク〉）※ソフト版
- ワンス・アポン・ア・タイム・イン・チャイナシリーズ（フー〈マックス・モク〉）
  - ワンス・アポン・ア・タイム・イン・チャイナ 天地大乱
  - ワンス・アポン・ア・タイム・イン・チャイナ 天地争覇
  - ワンス・アポン・ア・タイム・イン・チャイナ 天地覇王
  - ワンス・アポン・ア・タイム・イン・チャイナ 天地撃攘
- ワンダーウーマン 1984（マックス〈ペドロ・パスカル〉[383]）

#### ドラマ
- iCarly（ウィルソン）
- アウトキャスト（アンダーソン牧師〈フィリップ・グレニスター〉）
- アガサ・クリスティー ミス・マープル 親指のうずき（イーサン・マクスウェル）
- アルフ（レックス）
- ER緊急救命室11（ルシアン・ドゥベンコ、映画『荒野のストレンジャー』のクリント・イーストウッド）
- イタズラなKiss〜Playful Kiss〜（ワン・ギョンス〈チェ・ソングク〉）
- インスティンクト -異常犯罪捜査- #13（ジョン・ホワイトヘッド〈テレンス・マン〉）
- ヴィアール家の人々 ※NHK版
- 宇宙船レッド・ドワーフ号（デイビッド・“デイブ”・リスター〈クレイグ・チャールズ〉）
- エイリアス（マイケル・ヴォーン〈マイケル・ヴァルタン〉）
- X-ファイル
  - #119「闇」
  - #413「タトゥー」（エドワード・ジャーズ）
  - #621「トリップ」（ワレス・シフ）
- F.B.EYE!! 相棒犬リーと女性捜査官スーの感動!事件簿（ジャック・ハドソン〈ヤニック・ビッソン〉）
- L.A.ロー 七人の弁護士（ビクトル・シフエンテス〈ジミー・スミッツ〉）
- エレメンタリー ホームズ&ワトソン in NY（2013年 - 2018年、トーマス・グレッグソン〈エイダン・クイン〉） - 6シリーズ
- エンジェル（エンジェル〈デヴィッド・ボレアナズ〉）
- 奥さまは首相 〜ミセス・プリチャードの挑戦〜（イアン・プリチャード〈スティーヴン・マッキントッシュ〉）
- 思いっきりハイキック!（イ・ジュナ〈チョン・ジュナ〉）
- 俺がハマーだ! シーズン1 #14（リッキー）
- カイルXY（スティーブン・トレガー〈ブルース・トーマス〉）
- カウボーイビバップ（グレン[384]）
- カリフォルニケーション シーズン2（ルー・アシュビー）
- 危険戦隊デンジャー5 我らの敵は総統閣下（タッカー〈ショーン・ジェームズ・マーフィ〉[385]）
- 恐竜SFドラマ プライミーバル（ニック・カッター〈ダグラス・ヘンシュオール〉）※NHK版
- 恐竜家族（フランソワ）
- クリミナル・マインド FBI行動分析課（ジャック・ギャレット〈ゲイリー・シニーズ〉）
- クリミナル・マインド 国際捜査班（ジャック・ギャレット〈ゲイリー・シニーズ〉）
- 刑事トム・ソーン 声なき目撃者（トム・ソーン〈デヴィッド・モリッシー〉）
- 刑事トム・ソーン2 臆病な殺人者（トム・ソーン〈デヴィッド・モリッシー〉）
- 刑事ナッシュ・ブリッジス（コナー・マクミラン）
- こちらブルームーン探偵社 シーズン3 #15（ロバート・マーフィ）
- ザ・シークレット・ハンター（ミッキー・コストマイヤー〈2代目〉）
- サブマリン・アタック（モンク〈コスタス・マンディロア〉）
- サブリナ（クイズマスター）
- サマンサ Who?（ファンク）
- ザ・ミドル 〜中流家族のフツーの幸せ（ティムトム牧師）
- ザ・ルーキー 40歳の新米ポリス!?（ジョン・ノーラン〈ネイサン・フィリオン〉[386]）
- 三国志 Three Kingdoms（諸葛亮〈ルー・イー〉）
- CSI:9 科学捜査班（ライアン・モートン）
- CSI:マイアミ シーズン2 #19（ジョシュ・ダルトン〈ピーター・スピアーズ〉）
- ジム・ヘンソンのストーリーテラー（王子〈ショーン・ビーン〉）
- ジム・ヘンソンのファンタジー・ワールド（ウォールドー）
- ジャンゴ ザ・シリーズ（ジャンゴ / ジュリアン・ライト〈マティアス・スーナールツ〉[387]）
- 情熱のシーラ（マヌエル・ダ・シルバ〈フィリッペ・ドゥアルテ〉）
- 女王ヴィクトリア 愛に生きる（メルバーン〈ルーファス・シーウェル〉[388]）
- 新・刑事コロンボシリーズ
  - 影なき殺人者（ネディ・マルコム〈ジュリアン・ストーン〉）
  - 4時2分の銃声（ジェリー・ウィンタース〈ジャック・ローファー〉）
- 新スーパーマン（クラーク・ケント / スーパーマン〈ディーン・ケイン〉）
- スーパーキャリア/超巨大空母緊急出動!（レイモンド・ラフィート）
- スーパーナチュラル シーズン10 #21, #22（モンロー・スタイン〈マーカス・フラナガン〉）
- スタートレック:ヴォイジャー #19「ホログラム」（レジナルド・バークレー〈ドワイト・シュルツ〉）
- スタートレック:ディープ・スペース・ナイン
  - #133「封じられた最終戦略」（ジャック〈ティム・ランサム〉）
  - #155「愛に目覚める者」（ジャック〈ティム・ランサム〉）
- 素晴らしき日々 シーズン1 #4（ルイス〈ジョン・コーベット〉）
- スポットライト（アン・ジュンソク）
- 曹操 -乱世奸雄-（曹操〈チャオ・リーシン〉）
- ダークエンジェル（ローガン・ケイル〈マイケル・ウェザリー〉）※ソフト版
- Dirt（ドン・コンキー〈イアン・ハート〉）
- 大統領を作る男たち ※NHK版
- チャームド 〜魔女3姉妹〜 シーズン4 #1&2（コルテス〈ヤンシー・アリアス〉）
- 超音速攻撃ヘリ エアーウルフ
  - シーズン2 #17（ケヴィン・ハンセン）
  - シーズン3 #21（ベン・フォラン）
- 超音速ヒーロー ザ・フラッシュ（ラッセル〈アンソニー・スターク〉）※日本テレビ版
- 超能力ファミリー サンダーマン（ハンク〈クリス・トールマン〉[389]）
- デスパレートな妻たち7（チャック）
- 特攻野郎Aチーム
  - シーズン1 #12（ローク）
  - シーズン4 #20（若き日のハリー）
- となりのサインフェルド（ジェリー・サインフェルド）※WOWOW版
- 跳べ!ロックガールズ 〜メダルへの誓い（ジョー〈ブラッド・ロウ〉）
- ノーリミット（ド・ボワシュー〈クリスティアン・ブランデル〉）
- ハーパーズ・アイランド 惨劇の島（マーティン・ダン〈ハリー・ハムリン〉）
- バーン・ノーティス 元スパイの逆襲 シーズン1（クエンティン）
- バーン・ノーティス 元スパイの逆襲 ファイナルシーズン（ジェームズ）
- ハウス・オブ・ザ・ドラゴン（ヴィセーリス・ターガリエン〈パディ・コンシダイン〉[390]）
- 初恋（カン・ソクジン）
- バフィー 〜恋する十字架〜（エンジェル〈デヴィッド・ボレアナズ〉）
- パリの恋人（カン・ピルボ〈ソン・ドンイル〉）
- ビクトリアス（ドクター）
- ヒューストン・ナイツ（ジョーイ・ラフィアマ〈マイケル・パレ〉）
- ヒルストリート・ブルース シーズン6 #20（バレンタイン）
- フォールアウト（グール、クーパー・ハワード〈ウォルトン・ゴギンズ〉）
- ふたりはお年ごろ（ジェイク・カールソン〈エリック・ルーツ〉）
- ふたりは最高!ダーマ&グレッグ シーズン1 #15（レオナルド〈ポール・ヨハンセン〉）
- ふたりは友達? ウィル&グレイス（ウィル・トゥルーマン〈エリック・マコーマック〉）
- ふたりはふたご（エディ・フェアバンクス〈デビッド・ヴァルシン〉）
- 冬のソナタ（DJユ先輩）
- フラグルロック
- THE BLACKLIST/ブラックリスト シーズン5 #11(エイブラハム・スターン〈ネイサン・レイン〉
- BONES シーズン9 #5（チャーリー・マコード）
- 冒険野郎マクガイバー
  - #52「帰郷」（ダニー〈ジェイソン・プリーストリー〉）
  - #81「ドロップアウト」（トニー）
- ホテル・バビロン（マーク）
- ホワイトカラー（ジェイソン・ラング〈アダム・ゴールドバーグ〉）
- マスケティアーズ パリの四銃士（ロシュフォール親衛隊長〈マーク・ウォーレン〉）
- マペット放送局（クーリオ）
- ミッキーマウス60周年記念
- 名探偵ポワロ ※NHK版
  - 24羽の黒つぐみ（ハリー・クラーク）
  - 盗まれたロイヤル・ルビー（デイビッド・ウェルウィン）
  - 愛国殺人（アルフレッド・ビッグス）
  - 死人の鏡（ヒューゴ・トレント）
- 名探偵モンク7（ハリソン・パウエル）
- ヤングライダーズ
  - シーズン1 #20（タガート〈クリス・ペン〉）
  - シーズン2 #14（タイラー〈スティーヴ・レイルズバック〉）
  - シーズン3 #17（フロイド・ドビンス〈ジョセフ・ボトムズ〉）
- 世にも不思議なアメージング・ストーリー シーズン1 #5（サム）
- ラッシュアワー #8（デヴィッド・ノヴァク、ビル・ハーマン）
- リゾーリ&アイルズ ヒロインたちの捜査線（ガブリエル・ディーン〈ビリー・バーク〉）
- ルーシー・ショー（ジャック・ディプレ）
- 霊怪道士（アントン）
- レジデント 型破りな天才研修医（ランドルフ・ベル〈ブルース・グリーンウッド〉）
- ロック、ストックシリーズ（ジェイミー〈スコット・マスレン〉）
  - ロック、ストック&フォー・ストールン・フーヴズ
  - ロック、ストック&スパゲッティ・ソース
  - ロック、ストック&ワン・ビッグ・ブロック
- ロング・ナイト 沈黙的真相（イエン・リアン〈リャオ・ファン〉[391]）
- 私はラブ・リーガル#9（ケヴィン・ハンソン〈パトリック・ファビアン〉）
- わんぱくフリッパー シーズン1 #24（チャーリー）※VHS版

#### テレビ番組
- ランニング・ワイルド WITH ベア・グリルス #1（ロブ・リグル〈本人〉[392]）
  - ランニング・ワイルド:過酷なミッション #6[393]

#### アニメ
- アーリーマン 〜ダグと仲間のキックオフ!〜（伝言バード[394]）
- アイドル忍者タートルズ（レオナルド）
  - ミュータント・タートルズ（プロジェット）※東和ビデオ版
- アラジンの大冒険
- ウォーリーをさがせ!（ウォーリー）
- 神々の山嶺（深町誠[395]）
- ゴジラ ザ・シリーズ（ニック・タトプロス）
- 子猫になった少年（スナイプス〈エディ・ディーゼン〉）
- ザ・カップヘッド・ショウ!（デビル[396]）
- ザ・シンプソンズ（放射能男、ディレクター、セシル・ターウィガー、アレック・ボールドウィン）
- サンタのマジック・クリスタル（バジル）
- 史上最強のグーフィー・ムービー Xゲームで大パニック!（ブラッドリー・アッパー・クラスト3世）
- シチリアを征服したクマ王国の物語（レオンス[397]）
- シンデレラシリーズ（プリンス・チャーミング）
  - シンデレラII
  - シンデレラIII 戻された時計の針
- スター・ウォーズシリーズ
  - イウォーク物語（ディージ、ザット、ゴルニーシュの部下）※DVD版
  - スター・ウォーズ ドロイドの大冒険（ジン・オバー、バン＝ディンゴ、クロックス）※DVD版
  - スター・ウォーズ 反乱者たち（ゴールド・リーダー、ストームトルーパー、スカウト・トルーパー）
- スペースレンジャー バズ・ライトイヤー（XR）
  - スペース・レンジャー バズ・ライトイヤー 帝王ザーグを倒せ!
- ダックテイルズ（グラッドストーン・ギャンダー）※新吹き替え版
- チップとデールの大作戦（チップ）※テレビ東京版
- ティンカー・ベルと輝く羽の秘密（ミロリ）
- スヌーピーとチャーリーブラウン（ライナス・ヴァンペルト）
- トムとジェリーの大冒険（トム）
- トランスフォーマーシリーズ
  - 戦え!超ロボット生命体トランスフォーマー（ハウンド、グラップル、ホットスポット / ガーディアン 他）
  - トランスフォーマー ザ・ムービー（スプラング、ジャンキオン）
  - 戦え!超ロボット生命体トランスフォーマー2010（スプラング、ファーストエイド、オクトーン 他）
- ドンキーコング（エディー）
- ハウス・オブ・マウス（ナレーション〈グーフィーのアニメーション〉、プルートの悪魔、ベニー）
- プチ・ニコラ パリがくれた幸せ（ルネ・ゴシニ[398]）
- ブランディ アンド Mr.ウィスカーズ（Mr.ウィスカーズ）
- ペコラ（ガゼルさん）
- ポカホンタスII/イングランドへの旅立ち（ジョン・スミス）
- マイリトルポニー〜トモダチは魔法〜（ファンシーパンツ）
- ミニオンズ フィーバー（サイラス[399]）
- ミュータント・タートルズ:ミュータント・パニック！（スプリンター[400]）
- モンティ・パイソン ある嘘つきの物語〜グレアム・チャップマン自伝〜（マイケル・ペイリン）
- ゆかいなみつばちファミリー（パパ）
- ラマになった王様（クロンク）
  - ラマになった王様2 クロンクのノリノリ大作戦
  - ラマだった王様 学校へ行こう!
- リトル・マーメイド（セールスフィッシュ）
- RWBY（タイヤン・シャオロン）

#### 人形劇
- サンダーバード55/GoGo（ブレインズ、ガラップ・ディン）[401][402]

### 特撮
- アンドロメロス（1983年、アンドロウルフの声）
- ウルトラマンZOFFY ウルトラの戦士VS大怪獣軍団（1984年、ウルトラマンの声）
- ウルトラマン物語（1984年、ウルトラマンの声）
- 獣電戦隊キョウリュウジャーブレイブ（2017年、デイザルスの声[403]）

### 実写
- タモリのグッジョブ!胸張ってこの仕事（毎日放送・TBS系列、2003年2月18日放送・声優特集）※「ブラッド・ピットの吹き替えと言えば」で顔出し出演した。
- トリビアの泉 〜素晴らしきムダ知識〜（フジテレビ系列、2006年5月31日放送）
- SUPER VOICE WORLD 夢と自由とハプニング DVD
- 花の声優界! スター☆ボウリング 第3弾（シークレットゲスト）
- 牙狼〈GARO〉-炎の刻印-「饗応-DAY BREAK-」（テレビ東京系列、2014年12月27日放送）
- 今宵こんな片隅で（AT-X 2016年3月 #11ゲスト）
- 「牙狼 <GARO> -VANISHING LINE-」放送直前SP（テレビ東京系列、2017年9月30日放送）
  - 牙狼<GARO> -VANISHING LINE- 特別編「PAUSE」（テレビ東京系列、2018年1月6日放送）
- 鬼平犯科帳 SEASON1 本所・桜屋敷（2024年1月8日、時代劇専門チャンネル） - 語り

### ラジオ
※はインターネット配信。
- 「熱血電波倶楽部」（1991年 - 1995年、ラジオ関西・東海ラジオ、提供クレジット）
  - NG騎士ラムネ&40EX2 ユラユラ銀河帝国大混戦!（ナレーション）
- アンジェリーク ファイアー・ドリームParadise（1991年、ラジオ日本、ラジオ関西）
- 「林原めぐみのTokyo Boogie Night」（1992年 - 2000年、TBSラジオ、提供クレジット）
- 平成タイムボカン（1996年 - 1997年、NACK5・ラジオ日本、ナレーター）
- アンジェリーク キス・キス Paradise（1999年、ラジオ日本、ラジオ関西）
- ネオロマンス・Paradise（2001年 - 2002年、ラジオ日本、ラジオ関西）
- ネオロマンス・Paradise Cure!（2003年 - 2004年、ラジオ大阪、文化放送）
- 裏・ラジオパステルコレクション（2003年 - 2007年、インターコミュニケーションズ※）
- 恋する天使アンジェリーク〜スウィート・パラダイス〜（2006年、ランティスウェブラジオ※）
- ミカドラジヲ（2009年、アニメ公式サイト※）
- 超!A&G+ライブラリー「ホンバン。」（2009年 - 2011年、超!A&G+※）
- 堀内賢雄の鬼平ラジオ（2017年、アニメ公式サイト※）
- 群雄割局！ 織田シナモン信長ワンだふるラジ尾（2020年、音泉※） - 「堀内犬友」名義[404]

### CD・DVD
- 嗚呼いえばKENYU（DVD）[注 1]
- 青ひげ〜異端の貴族〜（クラン神父、ナレーション）
- あかやあかしやあやかしの アンソロジードラマCD1「かくれんぼ」（狭塔さん）
  - あかやあかしやあやかしの ドラマCD（狭塔さん）
- アルスラーン戦記6 風塵乱舞（シャガード）
- 異国色恋浪漫譚 〜さすらい銀次の慕情編〜（銀次）
- インベーダー・サマー（根室）
- Weiß kreuz Dramatic Collection II ENDLESS RAIN（黒百合）
- エスコート（志岐由柾）
  - ディール（志岐由柾）
- オープン・セサミ（庚拓磨）
- オジサマ専科 Vol.2 Memories〜母の手帳〜（松谷雄彦）
- オジサマVSワカゾウ2 恋はいつも突然に…（市之瀬泰成）
- 鍵のかたち（竹中一博）
  - 鍵のありか（竹中一博）
- 快傑蒸気探偵団（鬼瓦刑事）
- 彼方から（アゴル）
- ガン×ソード シリーズ（カギ爪の男）
  - ガン×ソード バラエティ・アルバム「いつだって波乱ヴァン丈」
  - ガン×ソード エピソード＋
- 鬼絆 〜KIZUNA〜 シリーズ
  - この陰りある哭のままに（卜部季也）
  - 彼方なる陽を求めて（卜部季也、卜部季武）
- 北の漁場（斎藤賢佑）
- きみには勝てない!（江崎理事長）
- キャッ党忍伝てやんでえ 猫座第一回公演（カラス忍者・への三番）
- キヨショー（千野嘉之）
- クローゼットで奪いたい（岡元聖二）
- 黒羽と鵙目（鵙目隆之）
- ケ・セラ・セラ（二階堂英雄）
- 月華の剣士（一条幻貌）
- コイ茶のお作法（清水直比左）
- 極妻のススメ（伊達崇人）
- ごはんを食べよう6（椎名）
- 獣神英雄伝ワタライガー 今宵はここまで
- 週末の部屋で（竹中一博）
  - 真夜中の部屋で（竹中一博）
- 新・百歌声爛 -男性声優編-
- スレイヴァーズ・ラヴァ 前・後編（若宮法顕）
- ソード・ワールド へっぽこーず ドラマCD（ハーフェン）
- タクミくんシリーズ そして春風にささやいて（赤池章三）
- 罪作りな君（鬼頭凱）
- 長州ファイブ 上・下巻（ナレーション）
- 超幕末少年世紀タカマル シリーズ（ゴージャス）
  - 超幕末少年世紀タカマル ちゃんぽん王国国立ちゃんぽん学園大学芸会! 国をあげての大騒ぎ!でござる
  - 新・超幕末少年世紀タカマルCD劇場 〜女れいだぁすケイティ殿 ちゃんぽん王国で宝さがしでござるの巻〜
  - 新・超幕末少年世紀タカマルCD劇場 めもりあるボックス 〜我ら熱風少年〜
- デビルメイクライ ドラマCD VOL.2（マクレーン）
- 天使か悪魔か ANGEL or DEVIL（松居邦彦）
- 東京クレイジーパラダイス（鴨島俊之）
- 東京ミッドナイト（桜庭健一）
  - 東京ハードナイト（桜庭健一）
  - 新・東京ミッドナイト（桜庭健一）
- ドラキュラ〜ふたりの吸血鬼〜（ナレーション）
- ドリームハンター麗夢 電脳空域の迷路（ベータ、ナレーター）
- 飛んでもNothing〜どき☆どきアニマル横町のうたの巻〜 収録「オーレ!ヤマナミさんバ!」（ヤマナミさん）
- ナデプロ!!（堀口研三）
- 覇王大系リューナイト CDシネマ「ティア・ダナーンの闘い」（ライアン）
- 獏狩り（安倍晴明）
- BASTARD!! -暗黒の破壊神- 外伝 巻之一 - 巻之三（ナレーション）
- honeybee 羊でおやすみシリーズ Vol.19「君の寝顔に癒されて」
- 吸血鬼ハンターD シリーズ
  - 吸血鬼ハンター D-妖殺行（グローブ）
  - 吸血鬼ハンター D-北海魔行I -北の海へ-（暁鬼）
  - 吸血鬼ハンター D-北海魔行II -やがて、夏-（暁鬼）
  - 吸血鬼ハンター D-北海魔行III -冬来たりなば-（暁鬼）
- Vジャンプラネット 史上最大の歌合戦（ワイドショー吉沢）
- フリージング・アイ（若宮法顕）
- 堀内賢雄25周年記念イベントマキシCD「君を抱きしめて/ 銀色の波」フィフスアベニュー
- 魔法陣グルグル 〜水晶玉を取り戻せ! 暗闇の中は大コンランですぞ!!〜（アモン）
- ドラマ&メッセージCD ラブラブ・天使様〜アンジェリーク〜（オスカー）
- ろくでなしBLUES（沢村米示）
- 梨園の貴公子（千石）
- レーカン!（代返侍[405]）
- ワガママ王子にご用心!（ジャミル）
  - ワガママ王子に危険なキス（ジャミル）
  - ワガママ王子に甘い罠（ジャミル）

### その他コンテンツ
※はインターネット配信。
- アニメイトカセットコレクション やったらこうなっちゃったナディア（サンソン）
- Theゲームパワー（ナレーター）
- ゲーム王国（ナレーター）
- うわさのテレビ（ナレーター〈ハウンド〉）
- 機動新世紀ガンダムXDVD-BOX CM（ジャミル・ニート）
- 東京ディズニーランド
  - ロジャーラビットのカートゥーンスピン（マーティ）
  - スター・ツアーズ:ザ・アドベンチャーズ・コンティニュー（G2-4T）
- トランスフォーマーテレフォン（ハウンド、スプラング、オクトーン）
- まいにちがたからもの（ノワール）旺文社幼児用学習教材
- ハッピーバースデー オーディオブック（藤原裕治）
- パチスロ「あしたのジョー2」（ホセ・メンドーサ）
- パチンコ「天空歌舞伎」（スサノヲ）
- 奥の深道〜同類くんの旅〜（フジテレビ）ナレーション
- ロックマン CM
- ガルフォース CM
- マイティボンジャック CM
- ペナントリーグ ホームランナイター CM
- 激闘プロレス!! 闘魂伝説 CM
- ウルトラマン2 出撃科特隊 CM
- マリオオープンゴルフ CM（ルイージ）
- ガンスモーク CM
- 雪印食品 超獣戦隊ライブマン ソーセージ CM
- 雪印食品 地球戦隊ファイブマン ソーセージ CM
- THE世界遺産 4K PREMIUM EDITION（BS-TBS）ナレーション
- 歴史百景（J:COM）ナレーション
- KAZEOKE（WOWOW）ナレーション
- 京都逍遙（DVD全12巻）ナレーション
- 中国の世界遺産（DVD全10巻）ナレーション
- 賢者の選択〜Leader & Innovation〜（矢動丸プロジェクト）ナレーション
- 賢者の選択〜Leaders〜（矢動丸プロジェクト）ナレーション
- BBC 神秘の大宇宙（BD&DVD全9巻）ナレーション
- 朗読劇「電車男」（父親〈スレ住人〉）
- こどもにんぎょう劇場
  - 「ともだちや」（おおかみ）
  - 「あしたもともだち」（おおかみ）
- トイ・ストーリー 20周年スペシャル：無限の彼方へ さぁ行くぞ!（アンドリュー・スタントン）
- レゴ CM（ナレーション）
  - レゴ・南海の勇者シリーズ（海賊たち）
  - レゴ・お城シリーズ（兵士）
  - レゴ・街シリーズ（警察）
- SUPER SOUND THEATRE 『VINLAND SAGA〜英雄復活の章〜』（音楽朗読劇、2017年9月30日 - 10月1日、舞浜アンフィシアター） - トルケル 役
- 声優のホンネ 井上和彦×堀内賢雄（2020年11月21日、ファミリー劇場〈公式YouTube配信、ファミリー劇場CLUB動画配信、テレビ放送〉）※トーク番組。井上和彦と出演[406]
- Say U Play【公式声優チャンネル】（2020年 - 、YouTube※）[407]
- Clock over ORQUESTA（2021年 - 、榊八色（青年）[408]）